# Friedensbewegung
Als Friedensbewegung bezeichnet man soziale Bewegungen, die Kriege, Kriegsformen und Kriegsrüstung aktiv und organisatorisch verhindern und den Krieg als Mittel der Politik ausschließen wollen.

## Überblick
In der Geschichte Europas hat es immer wieder Versuche gegeben, den Krieg als Mittel der Politik abzuschaffen oder zumindest einzudämmen. So wurde im antiken Griechenland des 4. Jahrhunderts v. Chr. die Idee der Koine Eirene propagiert, um den Frieden als den Normalzustand durch völkerrechtlich verbindliche Verträge dauerhaft zu sichern. Im 10. nachchristlichen Jahrhundert wiederum entstand in Reaktion auf das um sich greifende Fehdewesen des niederen Feudaladels im Süden Frankreichs die Gottesfriedensbewegung, die aufgrund der Beteiligung breiter Bevölkerungsschichten als Vorläufer der modernen Friedensbewegungen gelten kann.
In der Moderne entstand eine massenhafte Opposition gegen Krieg und Kriegsrüstung erstmals seit dem Krimkrieg in den 1850er Jahren. Von einer internationalen Friedensbewegung spricht man öffentlich seit etwa 1900. Dieser Begriff bezog sich auf jene europäischen Friedensgruppen, die seit 1815 mit dem Liberalismus als demokratische Reformbewegung in vielen europäischen Staaten und den USA entstanden waren. Vertreter solcher Gruppen bezeichneten sich seit 1901 als „Pazifisten“. Der Begriff Pazifismus wird meist auf deren ethische Grundhaltung und langfristigen Ziele, der Begriff Friedensbewegung auf die jeweils aktuellen Organisationen, Methoden und Aktivitäten bezogen. Viele Pazifisten lehnen heute auch Verteidigungskriege ab, während sonstige Anhänger einer Friedensbewegung oft eine aktuelle Kriegsgefahr durch Entspannung und völkerrechtliche Verträge verringern wollen, ohne Selbstverteidigung und Rüstung prinzipiell abzulehnen.
Seit etwa 1890 unterschied sich der Antimilitarismus sozialistischer Gruppen und Parteien, der Krieg als Auswuchs des Kapitalismus betrachtet und durch das revolutionäre Handeln der Arbeiterbewegung verhindern will, von der „bürgerlichen“ Friedensbewegung, die sich eher mit Appellen und Vorschlägen an die Staatsregierungen wandte. Im Ersten Weltkrieg gingen beide Lager in manchen zentraleuropäischen Staaten aufeinander zu, gewannen nach 1918 zeitweise eine Massenbasis und organisierten gemeinsame Aktionen gegen Aufrüstung, Wehrpflicht und Krieg wie den jährlichen Antikriegstag.
In der Zeit des Nationalsozialismus wurden die Organisationen der deutschen Friedensbewegung verboten, viele ihrer Vertreter inhaftiert und ermordet oder ausgebürgert. Außerdeutsche Friedensgruppen verloren aufgrund des Krieges gegen den Faschismus und Nationalsozialismus viele Anhänger und Einflussmöglichkeiten. Andererseits gewann die vor 1933 begonnene Ächtung des Angriffskrieges und völkerrechtliche Konfliktregelung zwischen souveränen Staaten wegen der Erfahrung der Weltkriege ab 1945 internationale Zustimmung.
Seit der Aufrüstung der Vertragsstaaten von NATO und Warschauer Pakt mit Atomwaffen in den 1950er Jahren wuchs eine neue Friedensbewegung heran, die sich etwa mit den Ostermärschen eine jährliche Demonstrationsform schuf. In den 1960er Jahren kristallisierte sie sich im Rahmen der internationalen Opposition gegen den Vietnamkrieg und trat dann zeitweise zurück. Erst mit neuen Aufrüstungsschritten und -plänen der NATO ab 1979 entstand in einigen westlichen Staaten eine breite, länderübergreifende und auf Zustimmung großer Bevölkerungsteile gestützte Friedensbewegung, die als Nahziel die im NATO-Doppelbeschluss angekündigte Raketenstationierung verhindern, mittelfristig andere Sicherheitskonzepte und langfristig vollständige atomare Abrüstung durchsetzen wollte.
Seit den Interventionskriegen der 1990er Jahre trat von Fall zu Fall eine Antikriegsbewegung hervor, die jedoch nicht mehr die Massenbasis und den Organisationsgrad der 1980er Jahre erreichte. Gegen den Irakkrieg von 2003 zeigte sich erneut eine internationale Friedensbewegung, die sowohl seit 1890 und 1945 entstandene als auch neue Friedensorganisationen und viele nichtorganisierte Kriegsgegner umfasste.
Neben dieser Hauptlinie der Friedensbewegung gab es immer wieder Nebenlinien, die sich auch mit Frieden befassten und zumindest teilweise so wahrgenommen wurden. Pierre de Coubertin, der Gründer der modernen Olympischen Spiele, forderte von vornherein den Olympischen Frieden analog der Waffenstillstände der Antike zumindest während der Dauer der Olympischen Spiele. Er hatte hierbei regelmäßigen Kontakt – vor allem in der Schweiz – zur frühen Friedensbewegung. Im Ersten Weltkrieg meldete Coubertin sich jedoch als Freiwilliger und zog sich von den Friedensaktivitäten zurück. Seine Nachfolger verwendeten zwar eine Friedensrhetorik, waren aber nie wieder so dicht an den Friedensaktivisten.

## Die Anfänge

### Friedensgesellschaften
Seit den antinapoleonischen Kriegen entstanden in verschiedenen europäischen Staaten kleine Vereine von meist bürgerlichen Idealisten, die für Menschenrechte, soziale Verbesserungen, Freihandel, die Abschaffung der Sklaverei eintraten und – meist aus ethischen und religiösen Gründen – auch jede Militärgewalt ablehnten. Sie schlossen sich bald in einigen Staaten zu nationalen Friedensgesellschaften zusammen: so zur London Peace Society in Großbritannien (1816) und Genfer Friedensgesellschaft in der Schweiz (1830). Auch auf dem amerikanischen Kontinent wurden Friedensgesellschaften gegründet, so z. B. die American Peace Society in New York City (1815) und die im gleichen Jahr durch den unitarischen Prediger Noah Worcester gegründete Massachusetts Peace Society.
Während die angloamerikanischen Friedensgesellschaften sich vor allem auf das christliche Gewissen bezogen, beriefen sich die kontinentaleuropäischen Gruppen auf die Ideale der Französischen Revolution und waren oft Freidenker. Sie hatten anfangs nur wenige Mitglieder, meist aus mittelständischen Bevölkerungsschichten. Mit dem Erstarken des Liberalismus wuchsen diese Gruppen und veranstalteten gemeinsame internationale Friedenskongresse, so 1843 in London, 1848 in Brüssel, 1849 der erste große internationale Friedenskongress in Paris und 1850 ein Friedenskongress in Frankfurt am Main.
Hauptziel dieser Zusammenkünfte war die Kodifizierung eines Völkerrechts und Schaffung eines überstaatlichen Schiedsgerichts, um Kriege und bewaffnete Konflikte zu vermeiden. 1849 gelangte mit der Anti-Corn-Law Association von Richard Cobden erstmals eine pazifistische Partei in ein Parlament. Sie bildete mit friedensbewegten Parlamentariern anderer Staaten bald darauf eine Interparlamentarische Union.
Die Kriegsberichterstattung im Krimkrieg 1850 machte mit der wenige Jahre vorher erfundenen Fotografie in englischen Tageszeitungen die verheerende Wirkung der Artillerie öffentlich bewusst. Roger Fenton war einer der ersten Kriegsfotografen. Die Technisierung in modernen Kriegen forderte immer mehr auch zivile Opfer. Proteste gegen die katastrophalen Lebensbedingungen der Soldaten und der Einsatz von Florence Nightingale führten zu humanitären Erleichterungen für das britische Heer. Kriegserfahrungen in Italien veranlassten den Schweizer Henry Dunant 1863 zur Gründung des Roten Kreuzes. Mit der 1864 abgeschlossenen ersten Genfer Konvention gelang die erste internationale Vereinbarung des modernen Völkerrechts.
1867 gründete Frédéric Passy die Internationale Friedensliga.
1869 bildete sich in Deutschland als erste pazifistische Gruppe die Gesellschaft für Friedensfreunde. Sie war wie die übrigen europäischen Friedensgesellschaften zunächst ganz auf die rechtliche Begrenzung und Verkürzung der Nationalkriege und die Milderung der Kriegsfolgen durch Eingaben an die Regierungen, aber noch kaum auf politisch unabhängige Parteibildung und Kriegsdienstverweigerung ausgerichtet.

### Friedenskonferenzen
1891 trafen sich auf Initiative von Elihu Berrit (1810–1879) europäische Pazifisten in Rom bei der Dritten Weltfriedenskonferenz. Dort bildete eine Gruppe gebildeter und politisch engagierter Europäer das Internationale Friedensbüro mit Sitz in Bern. Seine Aufgabe war die Vorbereitung künftiger internationaler Friedenskonferenzen. Führend darin waren unter anderen:
- der Brite Richard Cobden, Gründer der britischen Anti-Corn-Law Association, einer Partei gegen hohe Schutzzölle auf Getreide und mit einem pazifistischen Programm,
- der Schweizer Geschäftsmann Henry Dunant, Gründer des Roten Kreuzes,
- der österreichische Pädagoge Alfred Hermann Fried,
- der französische Sozialist Jean Jaurès,
- die österreichische Schriftstellerin Bertha von Suttner.

Im Jahr darauf erschien Bertha von Suttners Roman Die Waffen nieder!, der in der völlig militarisierten Gesellschaft des Kaiserreichs breitere Schichten für die Problematik von Krieg und Frieden sensibilisierte. Von Suttner gründete 1891 die „Österreichische Gesellschaft der Friedensfreunde“ und zusammen mit Fried 1892 in Berlin die Deutsche Friedensgesellschaft, die älteste noch bestehende deutsche Vereinigung von Kriegsgegnern.
1905 wurde von Suttner und 1911 Fried der Friedensnobelpreis zuerkannt, den der mit von Suttner befreundete Wissenschaftler Alfred Nobel zuvor gestiftet hatte. Auch Dunant (1901) und das Berner Friedensbüro (1902) erhielten diesen Preis.

### Erste Völkerrechtsverträge
Aufgrund der Initiativen dieser Gruppen kam es 1899 zur ersten internationalen Haager Friedenskonferenz, auf der mit der Haager Landkriegsordnung Grundregeln der Kriegsführung verabschiedet wurden, die bahnbrechende Prinzipien des modernen Völkerrechts festlegten. Auf der Basis der Unterscheidung von Zivilisten und Kombattanten (Militär) formulierte Artikel 22:

„Die Staaten haben kein unbegrenztes Recht in der Wahl der Mittel zur Schädigung des Feindes.“

Damit war erstmals eine rechtliche Handhabe zur internationalen Ächtung von Massenvernichtungsmitteln gegeben. Zudem sollte die Einrichtung des Haager Schiedsgerichtshofs die Schlichtung von Konflikten zwischen Staaten ermöglichen.
Das Deutsche Reich verweigerte jedoch die in Den Haag vereinbarte Abrüstung und lehnte das Schiedsgericht ab, so dass seit 1908 das Wettrüsten im Flottenbau zwischen Deutschland und Großbritannien noch forciert wurde. Der auf Begrenzung der Kriegsmittel und Kriegsführung ausgerichtete Vertragspazifismus scheiterte folglich am Problem des – besonders deutschen – Imperialismus.

### Zweite Internationale
Auch die damals vornehmlich am Marxismus orientierte Sozialdemokratie des 19. und frühen 20. Jahrhunderts lehnte den Krieg ab. Für sie verlief eine Front nicht zwischen Staaten und Nationen, sondern zwischen den sozialen Klassen in allen Nationen. Ihr Anliegen war es daher, die Arbeiter aller Länder zum Kampf gegen den Kapitalismus und die darin herrschende Klasse der Bourgeoisie zu vereinen (Internationalismus), um so der profitorientierten Kriegswirtschaft nachhaltig den Boden zu entziehen. Ihre handlungsleitende Parole stammte aus dem Kommunistischen Manifest von 1848, verfasst von Karl Marx und Friedrich Engels:

„Proletarier aller Länder, vereinigt euch!“

Demgemäß vereinbarte die 1889 gegründete II. Sozialistische Internationale, ein Zusammenschluss von Arbeiterorganisationen und -parteien mit weltweitem Anspruch aus zunächst 20 Staaten, gemeinsame Aktionen gegen einen Krieg ihrer Regierungen, darunter seit dem Kongress von Paris 1912 den Generalstreik im Falle eines Kriegsausbruchs zwischen den europäischen Hegemonialmächten, besonders Deutschland und Frankreich.
Die Minderheit anarchistischer Delegierter sprach sich schon auf den Kongressen 1891 und 1893 für Kriegsdienstverweigerung und Streik gegen den Krieg aus.
Die meisten europäischen Sozialdemokraten hielten die Verteidigung des „Vaterlands“ im Falle eines Angriffs eines anderen kapitalistischen Staates jedoch für legitim und notwendig. August Bebel äußerte diesen Gedanken schon lange vor dem Ersten Weltkrieg. Einige wenige Sozialdemokraten lehnten den Krieg kategorisch ab, so zum Beispiel Jean Jaurès, der am Vorabend des Kriegsbeginns ermordet wurde. Verbreitet war auch die Ansicht, dass ein Krieg letztendlich der sozialistischen Bewegung nutze, da er die Massen zu revolutionären Handlungen bewegen würde. Diese Ansicht gewann durch die Oktoberrevolution in Russland an Plausibilität.

## Erster Weltkrieg

### Pazifisten
Die deutschen Friedensorganisationen wurden vom Ersten Weltkrieg überrascht und waren zunächst weitgehend rat- und tatenlos. Sie besaßen zum einen kaum verlässliche Informationen über die tatsächliche Außenpolitik unter Wilhelm II., hatten an die kriegsverhindernde Macht internationaler Verträge und Verflechtungen geglaubt und stellten das nationale Selbstverteidigungsrecht nicht in Frage. Im Glauben, andere Staaten hätten Deutschland einen Verteidigungskrieg aufgezwungen, betonte der Vorstand der DFG am 15. August 1914 das Recht dazu. Zugleich trat er nationalistischem Rausch und Propagandalügen entgegen und versprach, seine Auslandskontakte zu Aufklärung über die Kriegsursachen und zum Aufbau eines dauerhaften Friedens mit anderen Ländern zu nutzen. Im ersten Kriegswinter organisierten viele Ortsgruppen der DFG humanitäre Hilfen für vom Krieg betroffene Gebiete, etwa die Ostpreußenhilfe, und Rechtsberatung für Flüchtlinge. Demgegenüber befürworteten viele Mitglieder des Verbandes für internationale Verständigung nun den Krieg als nationale Aufgabe.
Im November 1914 gründete sich der Bund Neues Vaterland mit dem Satzungsziel, friedlichen Wettbewerb, Völkerverständigung und überstaatliche Zusammenschlüsse zu fördern. Dazu dürften nicht länger „einige Wenige über Wohl und Wehe von hunderten Millionen Menschen“ entscheiden. Innen- und Außenpolitik müssten zur Deckung gebracht werden. In internen Rundschreiben forderte der Bund dazu parlamentarische Kontrolle der Reichsregierung, Gleichberechtigung aller Parteien, soziale Reformen und allgemeine Bildung als Bedingung für engere Zusammenarbeit der europäischen Staaten. Damit gab er das bisherige Prinzip der Friedensgesellschaften, sich nicht in innere Belange fremder Staaten einzumischen, auf und näherte sich dem SPD-Programm an. Daraufhin traten SPD-Politiker wie Kurt Eisner, Eduard Bernstein und Rudolf Breitscheid, aber auch der DFG-Vorsitzende Ludwig Quidde, der Soziologe Ferdinand Tönnies, der Schriftsteller Gustav Landauer und andere dem Bund bei. Auch Albert Einstein gehörte zu den Mitgliedern.
Der Bund hielt daran fest, das Deutsche Reich führe nur einen berechtigten Verteidigungskrieg, um so auch die Regierung und nationalistische Gruppen beeinflussen zu können. Das Auswärtige Amt erlaubte einigen Bundvertretern die Teilnahme an einer Friedenskonferenz im April 1915 in Den Haag, um indirekt Verhandlungsmöglichkeiten mit Feindstaaten zu sondieren. Die Konferenz beschloss ein Mindestprogramm für eine künftige Friedensordnung: Es schloss Gebietsveränderungen jeder Seite ohne Bevölkerungszustimmung aus, forderte gemeinsame Garantien für Rechtsgleichheit, Religionsfreiheit und Sprachfreiheit, einen friedlichen Staatenbund, einen internationalen Gerichtshof, gemeinsame Sanktionen für kriegerische Staaten und internationale Abrüstungsverträge. Nach der Konferenz versuchte der Bund mit Eingaben und „Denkschriften“ etwa die Annexion Belgiens, französischer Erz- und Kohlegebiete und russischer Gebiete, die der Alldeutsche Verband am 20. Mai 1915 forderte, abzuwehren und einen vorzeitigen Verhandlungsfrieden im Sinne der Haager Konferenzen zu erreichen. Gespräche dazu fanden u. a. mit Kurt Riezler, dem engsten Kanzlerberater, statt. Die Schriften des Bundes wurden jedoch beschlagnahmt und verboten, einige seiner Mitglieder inhaftiert.

### Sozialisten
Die SPD-Fraktion im Reichstag hatte am 4. August 1914 entgegen ihrem Programm und ihren verbindlichen internationalen Zusagen geschlossen für die Kriegskredite und einen Burgfrieden gestimmt. Daran zerbrach die Zweite Internationale: Denn nun bejahten auch die Sozialisten Frankreichs die Kriegserklärung ihres Landes. Als einer von wenigen stellte sich dort der sozialistische Pazifist Jean Jaurès öffentlich dagegen; er wurde unmittelbar vor Kriegsbeginn von einem französischen Nationalisten in Paris ermordet. In der SPD wandte sich der Partei- und Fraktionsvorsitzende Hugo Haase gegen die Zustimmung seiner Partei zur Kriegsfinanzierung, konnte in der entscheidenden Abstimmung der Fraktion aber nur 13 Unterstützer gewinnen.
Wenige Kriegsgegner in der SPD formierten sich zunächst in der am 5. August gegründeten Gruppe Internationale, aus der 1915 die Spartakusgruppe und 1918 der Spartakusbund hervorgingen. Sie strebten eine sozialistische Revolution an, die auch künftige Kriege wirksam verhindern sollte. Karl Liebknecht (Dezember 1914) und Otto Rühle (Januar 1915) lehnten als erste SPD-Abgeordnete im Reichstag weitere Kriegskredite ab.
Im Juni 1915 traten auch Hugo Haase und die bekannten Parteitheoretiker Karl Kautsky und Eduard Bernstein erstmals offen gegen den Krieg auf. Am 21. Dezember 1915 lehnten 20 SPD-Abgeordnete im Reichstag die Kriegskredite ab: darunter Hugo Haase, Wilhelm Dittmann, Kurt Eisner, Heinrich Ströbel und Rudolf Breitscheid. Sie plädierten auch für eine Annäherung an den „bürgerlichen Pazifismus“ der DFG, die sich von den Kriegszielen der kaiserlichen Regierung distanziert hatte. Der Vorwärts erkannte die „Standhaftigkeit“ der „bürgerlichen“ Pazifisten in einem Artikel am 14. Juli 1916 selbstkritisch an. 1917 wurden Haase und 18 weitere SPD-Abgeordnete wegen ihres Anti-Kriegs-Kurses aus der SPD ausgeschlossen. Sie gründeten im April 1917 die Unabhängige Sozialdemokratische Partei Deutschlands (USPD) unter Führung Hugo Haases; die Spartakusgruppe schloss sich dieser Partei an. Die USPD wollte das baldige Kriegsende durch den Sturz der kaiserlichen Regierung und der Monarchie erreichen, während die MSPD weiterhin auf Frieden durch Verhandlungen und Kompromisse mit der Obersten Heeresleitung setzte.

## 1918–1933

### Novemberrevolution
Die USPD verlor seit ihrem schlechten Abschneiden bei der Wahl zur Deutschen Nationalversammlung am 19. Januar 1919 rasch an Bedeutung. Damit war die 1918 erstarkte sozialistische Friedensbewegung, die das Kriegsende mit erzwingen konnte, nachhaltig geschwächt.

### Weimarer Republik

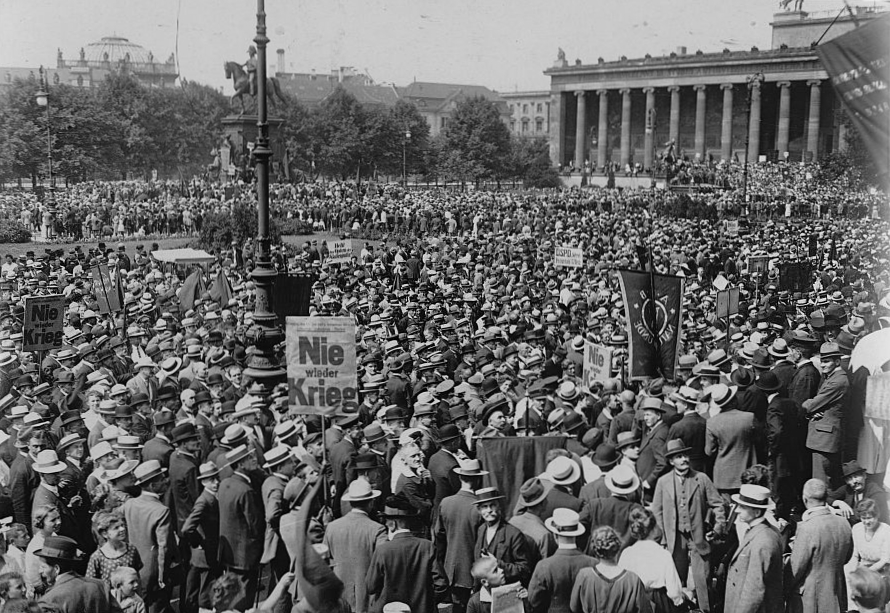
„Nie wieder Krieg“, Friedensdemonstration im Berliner Lustgarten am 10. Juli 1922

Nach der Novemberrevolution 1918 rückten liberale Pazifisten und sozialistische Antimilitaristen stärker aufeinander zu. Die Friedensbewegung der Weimarer Republik konzentrierte sich vor allem im Linksliberalismus, unter ehemaligen Soldaten des Ersten Weltkriegs und in Kunst und Kultur. Bekannte Beispiele dafür waren:
- der Schriftsteller Ernst Toller. Er trat die Nachfolge des ermordeten Kurt Eisner als Münchner USPD-Vorsitzender an und wurde Regierungsmitglied der Münchner Räterepublik von 1919. Er leitete zeitweise entgegen seinem antimilitaristischen Selbstverständnis neben Rudolf Egelhofer (KPD) deren „Rote Armee“. Diesen Konflikt zwischen pazifistischer Einstellung und notwendiger militärischer Verteidigung sozialer Errungenschaften verarbeitete er später in seinem Theaterstück „Masse Mensch“.
- Kurt Tucholsky und Carl von Ossietzky gründeten im Oktober 1919 zusammen mit dem Redakteur der Berliner Volks-Zeitung, Karl Vetter, den Friedensbund der Kriegsteilnehmer (FdK). Dessen Leitung konstituierte im Juli 1920 den Aktionsausschuss „Nie wieder Krieg“, der in den Folgejahren große Massendemonstrationen mit bis 1926 steigenden Teilnehmerzahlen am damaligen Antikriegstag, dem 1. August (Beginn des Ersten Weltkriegs) organisierte.
- Schriftsteller wie Erich Mühsam, Karl Kraus, Erich Kästner, Bertolt Brecht, Friedrich Wolf warnten in ihren Schriften vor neuen Kriegen.
- Bildende Künstler wie Käthe Kollwitz, Otto Dix, John Heartfield setzten sich mit ihren Kunstformen für den Frieden und gegen reaktionäre und militaristische Tendenzen ein.
- Der Anarchopazifist Ernst Friedrich dokumentierte 1924 mit dem Buch Krieg dem Kriege fotografisch schwerste Kriegsverletzungen und mahnte in einem viersprachigen Aufruf an die „Menschen aller Länder“ den Einsatz der Völker gegen den Krieg an. Mit derselben Intention eröffnete er 1925 in Berlin das „Antikriegsmuseum“.

Journalisten, die auf die Einhaltung der Deutschland im Friedensvertrag von Versailles auferlegten Rüstungsbeschränkung pochten, wurden von Weimarer Gerichten, die vielfach mit Justizbeamten aus der Kaiserzeit besetzt waren, oft wegen Landesverrats angeklagt und verurteilt. Im spektakulären Weltbühne-Prozess z. B. wurden Ossietzky und Walter Kreiser wegen Landesverrat und Verrat militärischer Geheimnisse im November 1931 vom IV. Strafsenat des Reichsgerichts in Leipzig zu je 18 Monaten Freiheitsstrafe verurteilt.
Der Vertragspazifismus gewann seit dem 14-Punkte-Programm von US-Präsident Thomas Woodrow Wilson 1918 zunächst Auftrieb: Deutschland wurde 1919 gezwungen, den Friedensvertrag von Versailles anzunehmen und in den zugleich gegründeten Völkerbund nicht aufgenommen. Obwohl diesem die USA nie und die Sowjetunion erst seit 1934 angehörten, gelang ihm anfangs die Entschärfung einiger kleinerer Konflikte. In die Ruhrbesetzung 1923, den Spanischen Bürgerkrieg 1936 und die Sudetenkrise 1938 griff er jedoch nicht ein. Auch Japans Besetzung der Mandschurei im Nordosten Chinas 1931 und Japans Angriff auf das übrige China 1937 sowie Italiens Angriff auf Abessinien 1935 zeigten die Ohnmacht des Völkerbunds. Der Vertragspazifismus scheiterte seit 1933 vor allem an Adolf Hitlers Erpressungs-, Besetzungs- und Angriffspolitik.

## Zeit des Nationalsozialismus
Für den Nationalsozialismus galt die Friedensbewegung als Ableger eines angeblichen „Weltjudentums“ und Helfer des „Erzfeindes“ Frankreich, die die nationale Selbstbehauptung und das germanische Heldentum durch intellektuelle „Gehirnerweichung“ untergraben und zerstören wolle. Der von nationalistischen Verbänden und der SA 1923 gebildete Vaterländische Kampfbund erklärte den Pazifismus neben Marxismus und Judentum zum Hauptfeind des Deutschtums.
Diese Sicht propagierte vor allem Alfred Rosenberg, Redakteur des Völkischen Beobachters seit 1921. Er sah den „jüdischen Pazifismus“ besonders durch Albert Einstein, Erich Fried, Friedrich Wilhelm Foerster, Hellmut von Gerlach, George Grosz, Georg Moenius und Kurt Tucholsky verkörpert. Er verunglimpfte diese Personen etwa als „Sittlichkeitsfanatiker“, Vertreter der „Kriegsschuldlüge“ und „erfolgreiche Beschmutzer des deutschen Volkes“ fortlaufend in seinen Artikeln und drohte ihnen Gewalt an. Er kritisierte auch die Annäherung zwischen Kirchen, christlichen Pazifisten und Völkerbund, etwa bei der dritten Bodenseekonferenz katholischer Politiker 1923 oder den ökumenischen Kongressen in Stockholm 1927 und Prag 1928, als Verrat am „deutschen Gewissen und deutschen Interesse“.
Adolf Hitler nannte den Pazifismus im ersten Band seiner Programmschrift Mein Kampf 1924 eine „Humanitätsduselei“, die eigentlich widernatürlich und kriminell sei, da sie gemeinsame Humanität über die natürliche Gliederung der Menschheit in höhere und niedere Rassen stelle. Er begriff „Humanität“ als „Ausdruck einer Mischung von Dummheit, Feigheit und eingebildetem Besserwissen“.
Bis 1929 nahmen die pazifistischen Organisationen die NSDAP kaum ernst. Nur einzelne DFG-Mitglieder wie Erich Zeigner warnten vor ihrem Aufstieg. Doch nach der Reichstagswahl vom 14. September 1930, bei der die NSDAP zweitstärkste Partei wurde, rief Fritz Küster als Vorsitzender der DFG alle Pazifisten und ihre Organisationen zum bedingungslosen Kampf gegen „Revanchegeist, Faschismus und Krieg“ und zur „Aufklärung über das wahre Gesicht des Hitlertums“ auf. Die DFG machte die Uneinigkeit von SPD und KPD für den Wahlerfolg der Nationalsozialisten verantwortlich und stellte nun fortlaufend deren Rüstungs-, Kriegs- und Diktatur-Absichten heraus. Küsters westdeutscher Landesverband organisierte Gegenkundgebungen zu NSDAP-Versammlungen, auch in Ostdeutschland, und wehrte Störaktionen der SA gegen Pazifistentreffen zum Teil erfolgreich ab.
Ab 1931 richteten sich DFG und Friedensbund Deutscher Katholiken auf künftige illegale Arbeit ein. Die DFG forderte einen Generalstreik, Sabotage und einen internationalen Handelsboykott im Falle einer Machtübernahme der NSDAP, eine parteiübergreifende Abwehrfront gegen diese und benannte die Hindernisse dafür: die Sowjethörigkeit, das Sozialfaschismus-Dogma und die unrealistische Opposition der KPD gegen den Versailler Vertrag, die Zusammenarbeit der SPD mit bürgerlichen Kräften, deren Unterschätzung Hitlers und Bereitschaft, diesen an der Regierungsmacht zu beteiligen. Ossietzky sah in Hitler jedoch ein Instrument für kapitalistische Interessen und teilte die damals unter Demokraten verbreitete Annahme, seine Machtbeteiligung werde die NSDAP eher schwächen und entzaubern, sei also vorübergehend. Dagegen rechneten Ernst Toller und Walter Dirks mit einer Diktatur und baldigem Krieg Hitlers gegen Polen und Russland, der dann nur noch militärisch von außen entmachtet werden könne. 1932 warnte die DFG-Zeitschrift Das Andere Deutschland:

„Dieser Faschismus ist nicht nur der Tod der Demokratie, sondern auch der fanatische Entfacher des neuen Weltkrieges. Wer seine Gefahr unterschätzt, wer sich gar zum Hehler der nationalsozialistischen Weltbedrohung entwürdigt, macht sich zum Mitschuldigen des neuen Weltkrieges!“

Nach der Ernennung Hitlers zum Reichskanzler am 30. Januar 1933 riefen die DFG und ihre Zeitung nochmals zur Bildung einer Einheitsfront aller Antifaschisten auf. Mitglieder klebten im Februar 1933 illegale Plakate dafür. Am 10. Februar schrieb Heinrich Ströbel in der letzten Nummer des Anderen Deutschland:

„[…] Wir haben vor allen Dingen dafür zu sorgen, daß die Grundursachen des ganzen Unglücks unserer Zeit aufgedeckt und beseitigt werden.
Die Grundursachen aber bestanden in jenem Gewaltgeist, der den Krieg entfesselte. In der erschauernden Ehrfurcht vor dem Götzen des Nationalismus. In der sträflichen Gedankenlosigkeit, in der man den Begriff ‚Patriotismus‘ akzeptierte und weitergab, statt zu prüfen und zu erklären: nur derjenige liebt sein Vaterland, nützt seinen Mitbürgern, der sich niemals gegen andere Länder und Mitmenschen verhetzen läßt, sondern mithilft, alle wirtschaftlichen, politischen und geistigen Grenzsperren niederzureißen, damit das Reich der Vernunft, Gerechtigkeit und Güte endlich aufgebaut wird!“

Am 20. Februar trafen sich einige DFG-Führungspersonen in Berlin und berieten, ob sie noch weiterkämpfen oder ihr Leben durch Flucht aus Deutschland retten sollten. Gerlach, Küster und Ossietzky wollten die Reichstagswahl vom 5. März abwarten, Otto Lehmann-Rußbüldt dagegen ins Exil gehen.
Mit der Reichstagsbrandverordnung verbot das NS-Regime am 28. Februar 1933 neben der KPD auch die DFG und die ihr nahestehende Christlich-Soziale Reichspartei. Am 3. März wurde die DFG-Zeitung Das Andere Deutschland verboten, am 5. März das DFG-Büro geschlossen, die dortigen Akten beschlagnahmt, die Führungspersonen inhaftiert und in KZs interniert: darunter Küster, Ossietzky, Gerhart Seger, Kurt Hiller und Paul von Schoenaich. Ins Ausland flohen u. a. Harry Graf Kessler, Otto Lehmann-Rußbüldt, Ludwig Quidde, Helene Stöcker, Anna Siemsen.
Der Friedensbund deutscher Katholiken wurde zunächst verschont, da die NSDAP noch auf Unterstützung der katholischen Zentrumspartei angewiesen war und ihre Verhandlungen um das Reichskonkordat nicht gefährden wollte. Am 1. Juli wurde auch der Friedensbund, der die Zustimmung der Zentrumspartei zum Ermächtigungsgesetz scharf kritisiert hatte, neben anderen katholischen Verbänden verboten. Seine Mitglieder Friedrich Dessauer, Walter Dirks, Josef Knecht, P. Lenz, F. Müller und Franziskus Maria Stratmann wurden verhaftet. Lenz und Müller konnten nach der Haft ins Ausland fliehen, andere wie Bernhard Lichtenberg starben an Misshandlungen in der Haft oder wurden wie Richard Kuenzer als Widerständler hingerichtet. Die deutschen katholischen Bischöfe unterstützten die katholischen Pazifisten trotz eindringlicher Bittschreiben von Friedensbundmitgliedern nicht.
Bei der Bücherverbrennung am 10. Mai 1933 waren vor allem Werke von Pazifisten der Weimarer Zeit betroffen. Joseph Goebbels verhöhnte sie in seiner Rede auf dem Berliner Opernplatz als „Unrat und Schmutz jüdischer Asphaltliteraten“, die „die nationale Wehrhaftigkeit und die Ehre des deutschen Volkes ungestraft mit Füßen treten durften“. In der 8. Auflage von Meyers Lexikon (1936–1942), dessen Inhalt mit der Zensurkommission PPK der NSDAP abgestimmt werden musste und das daher als „Brauner Meyer“ oder „Nazi-Meyer“ bezeichnet wird, stand zum Stichwort Pazifismus: [Er] führt besonders infolge der internationalen Zusammenarbeit leicht zum Vaterlandsverrat; die Anhänger des Pazifismus in Deutschland (Pazifisten) waren meist Landesverräter.
Am 23. August 1933 bürgerte das NS-Regime 33 Persönlichkeiten aus, darunter Gerlach, Tucholsky, Emil Julius Gumbel, Berthold Jacob, Lehmann-Rußbüldt, später auch Foerster, Hiller, Quidde. Frau und Tochter Gerhart Segers, dem 1934 die Flucht nach Prag gelungen war, wurden in „Schutzhaft“ genommen, konnten jedoch nach intensiven Protesten Großbritanniens ausreisen. Die Gestapo entführte den Pazifisten Berthold Jacob am 9. März 1935 aus der Schweiz, um seine Berichte über heimliche deutsche Aufrüstung im Vorfeld ihrer neu eingeführten Wehrpflicht zu verhindern. Nach einem Schweizer Auslieferungsantrag wurde er freigelassen, 1941 jedoch aus Portugal erneut entführt und 1944 im KZ ermordet.
Emigrierte und ausgebürgerte Pazifisten protestierten 1935 gegen die wiedereingeführte Wehrpflicht und die damit verbundene Androhung der Todesstrafe für Kriegsdienstverweigerer und Deserteure. Die deutsche Exilbewegung erreichte 1936, dass dem jahrelang in KZs inhaftierten Ossietzky der Friedensnobelpreis für 1935 zuerkannt wurde. Damit wurde der Terror gegen Andersdenkende unter dem NS-Regime weltweit publik.
Nach Beginn des Überfalls auf Polen rief Fritz von Unruh stellvertretend für alle inhaftierten oder exilierten Pazifisten am 4. September 1939 mit einem von französischen Fliegern in Polen abgeworfenen Flugblatt alle deutschen Soldaten zur Befehlsverweigerung und zum Aufstand gegen das NS-Regime auf:

„Der Hitlerkrieg wurde von einer Handvoll politischer Abenteuerer in Berlin entfesselt. Dieser Krieg wird gegen unser Volk geführt. […]
Kameraden! Das Hitlersystem ist nicht die Knochen eines einzigen deutschen Soldaten wert. Denkt an die Leiden und Schrecken seit 1933, gedenkt der Verfolgten, Eingekerkerten, Erschlagenen und heimlich Ermordeten.
Die Stunde der Abrechnung ist gekommen! Sagt euch los von den Brandstiftern und Tyrannen. Fallt den Kriegstreibern in die Arme. Bekennt euch zu unserem Volke und zu Deutschland. Verbrüdert euch mit denen, die wie wir für die Freiheit kämpfen.“

Innerhalb Deutschlands versuchten vor allem SPD- und KPD-Anhänger im Untergrund gegen den Krieg zu arbeiten. Aktive Kriegsdienstverweigerer gab es bei den Zeugen Jehovas und einigen Religiösen Sozialisten wie Günther Dehn und Georg Fritze. Die Bekennende Kirche trug Deutschlands Angriffskrieg ebenso mit wie das deutsche katholische Episkopat. Nur sehr wenige evangelische oder katholische Christen wie Hermann Stöhr und Max Josef Metzger verweigerten in dieser Lage den Kriegsdienst und wurden deshalb hingerichtet.

## Nachkriegszeit
Nach dem Zweiten Weltkrieg führte der Kalte Krieg zwischen den Supermächten USA und Sowjetunion zur Teilung Europas in feindliche Blöcke. Diese Konstellation bestimmte für lange Zeit alle Anläufe zu Abrüstung, Entmilitarisierung und friedlicher Konfliktlösung und begrenzte ihren Aktionsradius, besonders im geteilten Deutschland. Gleichwohl kam es in einigen Staaten Westeuropas aus verschiedenen Anlässen immer wieder zu Massenprotesten, an denen herkömmliche Friedensinitiativen sich beteiligten und in denen neue Friedensinitiativen entstanden.

### Westdeutsche „Ohne mich“-Bewegung
In den ersten Nachkriegsjahren war die Haltung der Deutschen und der meisten Parteien von der Parole Nie wieder Krieg bestimmt. Dies wirkte sich so aus, dass die Kriegsdienstverweigerung aus Gewissensgründen als Grundrecht im Grundgesetz verankert wurde, nicht aber die Landesverteidigung.
Infolge der Gründung der NATO 1949 trieb Bundeskanzler Konrad Adenauer und seine Partei, die CDU, die wirtschaftliche, politische und militärische Integration der Bundesrepublik in das Westbündnis voran. 1950 wurden seine Pläne zu einem westdeutschen „Wehrbeitrag“ bekannt. Daraufhin kam es zu einer heftigen Debatte um die Wiederbewaffnung.
In diesem Kontext regten sich auch außerparlamentarische Proteste (Ohne mich-Bewegung), getragen von Gewerkschaften, Intellektuellen, christlichen Gruppen und Frauengruppen (insbesondere der Westdeutschen Frauenfriedensbewegung). Beteiligt war auch die westdeutsche KPD, die 1956 verboten wurde. Der Rat der EKD, der die Wiederbewaffnung 1950 abgelehnt hatte, erklärte 1951 seine Ratlosigkeit gegenüber der politischen Entwicklung (Ohnmachtsformel).
Wegen Adenauers heimlichen Angebotes eines Wehrbeitrags an die USA ohne Absprache im Kabinett trat der damalige Innenminister Gustav Heinemann zurück, verließ 1952 die CDU und gründete die Gesamtdeutsche Volkspartei, um die Opposition gegen die Wiederbewaffnung parlamentarisch wirksam werden zu lassen. Die GVP erreichte jedoch nur geringe Wähleranteile.

### Christliche Friedenskonferenz
Die Christliche Friedenskonferenz (CFK) war eine internationale Organisation mit einem Status als Nichtregierungsorganisation (NGO) beim Wirtschafts- und Sozialrat der Vereinten Nationen ECOSOC.
Mitglieder waren Kirchen aus den sozialistischen Staaten sowie Kirchengemeinden und Einzelpersonen auch aus anderen Ländern. Angesichts ihrer Initiierung mit Hilfe sozialistischer Staaten, die Christen ansonsten diskriminierten und verfolgten, und angesichts der unübersehbaren Nähe zum Marxismus gilt die Christliche Friedenskonferenz in der Forschung als „kommunistische Tarnorganisation“.

### Konziliarer Prozess
Auf der VI. Vollversammlung des Ökumenischen Rates der Kirchen (ÖRK) in Vancouver (Kanada) 1983 wurde beschlossen, sich unter der Bezeichnung Konziliarer Prozess auf den gemeinsamen Lernweg zu Gerechtigkeit, Frieden und Bewahrung der Schöpfung zu begeben. Anlass war die zunehmende Stationierung von Massenvernichtungswaffen, die als Verbrechen gegen die Menschheit bezeichnet wurde. Um mehr bewirken zu können, wollten die christlichen Kirchen gemeinsam und verstärkt für Frieden eintreten.

### Pax Christi
Pax Christi ist die internationale katholische Organisation der Friedensbewegung, die zum Ende des Zweiten Weltkriegs in Frankreich entstanden ist. In der katholischen Kirche Deutschlands kam die Debatte um den genauen Inhalt des katholischen Pazifismus nur sehr mühsam in Gang, der in der 1963 von Papst Johannes XXIII. veröffentlichten Enzyklika Pacem in terris und in dem Konzilsdokument Gaudium et spes von 1965 die völlige Abschaffung des Krieges zum verbindlichen Ziel erklärt hatte. Während der Nachrüstungsdebatte um den NATO-Doppelbeschluss (1979–1984) positionierte sich Pax Christi eindeutig auf Seiten der politischen Friedensbewegung.

### Bewegung gegen Atomwaffen

#### Großbritannien
1955 und 1956 nahmen die Atomtests der Großmächte stark zu. Viele Britinnen und Briten sorgten sich über eine radioaktive Gefährdung der britischen Bevölkerung. Die Bewegung zur nuklearen Abrüstung der 1950er und 1960er Jahre in Großbritannien war in der Folge eine der größten außerparlamentarischen Bewegungen in der modernen Geschichte des Landes. Eine zentrale Wurzel der Nuclear Disarmament Movement war radikaler Pazifismus und zu einem geringeren Teil die außerparlamentarische Linke.
Der erste Anstoß zur Bewegung kam allerdings 1957 mit dem Hydrogen Bomb Campaign Committee von Seite der parlamentarischen Labour-Partei. Im Jahre 1957 entstanden auch viele andere kleinere Protestbewegungen gegen Atomwaffen und Atomwaffentests außerhalb von Labour. Das Direct Action Committee hatte seine Wurzeln hauptsächlich im Pazifismus. Es organisierte auch den ersten der sogenannten Aldermaston-Märsche 1958. Aus dem National Council for the Abolition of Nuclear Weapons Tests ging die Campaign for Nuclear Disarmament (CND) hervor.

#### Kanada
1970 gründeten Atomwaffengegner im kanadischen Vancouver das Don´t Make a Wave Committee mit dem Ziel, Atomwaffentests zu verhindern. Im Jahr darauf versuchten die Aktivisten, mit dem Fischkutter Phyliss Cormack in das Atomwaffentestgelände Amchitka vorzudringen, um weitere Tests zu blockieren. Sie wurden von einem Schiff der US-Küstenwache aufgehalten und konnten ihr Ziel daher nicht erreichen, dennoch sorgte ihre Aktion für viel Aufmerksamkeit, woraufhin keine weiteren Tests in dem Gebiet stattfanden.
Die Gruppe änderte ihren Namen danach in Greenpeace, um die Verbindung zwischen ihren beiden Aktionsbereichen Umweltschutz und Frieden abzubilden.

#### Deutschland
Am 12. April 1957 widersprach die Göttinger Erklärung von 18 anerkannten westdeutschen Atomwissenschaftlern (darunter die Nobelpreisträger Max Born, Otto Hahn und Werner Heisenberg) den bekanntgewordenen Regierungsplänen für Atomwaffen in Deutschland und die Bundeswehr mit Atomwaffen auszurüsten bzw. diese im Rahmen der NATO auf deutschem Boden aufzustellen. 1958 kam es auf Initiative von SPD, DGB und kirchlichen Gruppen zur Gründung des Ausschusses Kampf dem Atomtod. Dieser organisierte eine Reihe von Massendemonstrationen gegen die atomare Bewaffnung.
1959 löste sich diese Opposition auf, nachdem SPD und DGB eine Volksbefragung ablehnten und die NATO zwar der Bundeswehr eigene Atomwaffen verweigerte, aber nicht deren Aufstellung unter der Schlüsselgewalt der USA.
Als Kontinuitätslinie zu diesem Massenprotest etablierten sich ab 1960 die jährlichen Ostermärsche in Westdeutschland. Später kam die Kampagne für Demokratie und Abrüstung hinzu. Die Göttinger Wissenschaftler um Carl Friedrich von Weizsäcker schufen mit der Zeitschrift Atomzeitalter ein Forum, das die Kritik an der Einbeziehung von Atomwaffen in die westliche und östliche Militär- und Sicherheitspolitik aufrechterhielt und die Basis für eine unabhängige Friedensforschung in Deutschland legte.

## Opposition gegen den Vietnamkrieg

### Vereinigte Staaten
Seit dem Eintritt der USA in den Vietnamkrieg 1963 begannen dort und in Westeuropa Proteste dagegen, die sich besonders seit den Bombardierungen Nordvietnams 1965 verstärkten. Diese Proteste wurden ein Hauptanliegen der Studentenbewegungen in den USA und Westeuropa. Damit gewann eine Antikriegsbewegung erstmals seit 1945 eine größere gesellschaftliche und internationale Relevanz.
In den USA fielen Kriegsopposition, Hippie- und Bürgerrechtsbewegung zeitlich und zum Teil soziologisch zusammen. Viele Vietnamkriegsgegner deuteten das Engagement der USA in Indochina als imperialistischen Angriffskrieg und sahen die Militäraktionen der nordvietnamesischen FNL wie auch anderer Befreiungsbewegungen in Ländern der sogenannten Dritten Welt als legitime Notwehr an; manche unterstützten solche Gruppen materiell.
Eine wichtige Rolle für die Verbreitung dieser Kriegsopposition spielten die unzensierten Fernsehberichte, die weltweit realistische Bilder der Kriegsgräuel und Leiden der Zivilbevölkerung Vietnams zeigten. Auch das Bekanntwerden von fingiertem Kriegsanlass (Tonkin-Zwischenfall), des Einsatzes völkerrechtswidriger Kampfmittel (z. B. Agent Orange, Napalm, Entlaubung), von Kriegsverbrechen wie dem Massaker von My Lai trugen zur Ablehnung dieses Krieges bei. Die verlustreiche Tet-Offensive der NFL von 1968 bewirkte einen Meinungsumschwung in den USA: Eine Bevölkerungsmehrheit betrachtete das militärische Engagement der USA nun als aussichtslos, die oft wiederholten Versprechen eines baldigen Sieges als unglaubwürdig, und verlangte die baldige Einstellung der Kriegshandlungen. Der Protest gegen die Kriegspolitik von Richard Nixon führte im Mai 1971 zur größten Masseninhaftierung der amerikanischen Geschichte, als mehr als 12.000 Demonstranten in Washington, D.C. in Gewahrsam genommen wurden.
Dabei waren sich die Kriegsgegner in den USA nicht einig über Art und Ziele ihrer Protestaktionen. Liberale Aktivisten wollten nur den Abzug der Bodentruppen erreichen und hielten radikale Antikriegsaktionen dazu für hinderlich, da sie die Bevölkerungsmehrheit eher abstoßen würden. Die zunehmende Ablehnung des Vietnamkriegs in den USA, die Kriegsmüdigkeit der kämpfenden US-Soldaten, militärische Erfolge des Vietcong und die Wahl des Nachfolgers von US-Präsident Lyndon B. Johnson trugen dazu bei, dass sich die USA bis 1974 aus Vietnam zurückzogen. Bis dahin waren etwa 50.000 Kriegsdienstverweigerer in das Nachbarland Kanada geflohen. Die Wehrpflicht wurde in den USA nach den Erfahrungen mit den Vietnam-Protesten abgeschafft.

### Bundesrepublik Deutschland
Hier bildete die Opposition gegen den Vietnamkrieg ein Hauptanliegen der APO. So führte der Sozialistische Deutsche Studentenbund (SDS) unter der Leitung von Rudi Dutschke im Februar 1968 einen großen Vietnamkongress in West-Berlin durch, der mit der bis dahin größten Demonstration gegen diesen Krieg abgeschlossen wurde.
Im Zusammenhang dieser Opposition nahm die Kriegsdienstverweigerung in Westdeutschland enorm zu. 1968 verweigerten etwa 12.000 (1967: 6.000) Wehrpflichtige die Bundeswehrausbildung, darunter viermal so viele Soldaten wie 1967, und bis 1972 verdreifachte sich die Gesamtzahl nochmals. Zugleich wurden viele Anträge von Verweigerern nicht mehr prinzipiell pazifistisch, sondern situationsbedingt und politisch begründet. Manche verweigerten zudem Befolgung von Befehlen, verbrannten öffentlich ihre Wehrpässe und Uniformen.
Infolge dieser Entwicklung kam es zu Überlegungen einer Reform des bisherigen KDV-Anerkennungsverfahrens bei SPD und FDP. Auch die politische Bildung von Soldaten sollte verbessert werden.

## Neue Friedensbewegung
Mit der Entwicklung neuer Waffenarten, besonders aber seit der Vereisung der Beziehungen zwischen den Supermächten infolge des NATO-Doppelbeschlusses am 12. Dezember 1979 und des Einmarsches der Sowjetunion in Afghanistan am 25. Dezember 1979 entstand eine neue, breitere und vielschichtigere Friedensbewegung in Westeuropa und Nordamerika, die auch in den Ostblock ausstrahlte.

### Gegen die Neutronenbombe in den USA
Ab 1977 löste die Entwicklung der Neutronenbombe in den USA einen weltweiten Aufschwung der Friedensbewegung aus. Viele Menschen empfanden deren angebliche Fähigkeit, Leben zu vernichten, aber Bauten und Material zu schonen, als „Perversion menschlichen Denkens“ (Egon Bahr). Als typische Protestform gegen diese Bombe entwickelte sich in den USA und in Australien das Die-in, bei dem sich die Demonstranten auf ein Signal plötzlich wie tot auf die Erde legten.

### Gegen den NATO-Doppelbeschluss

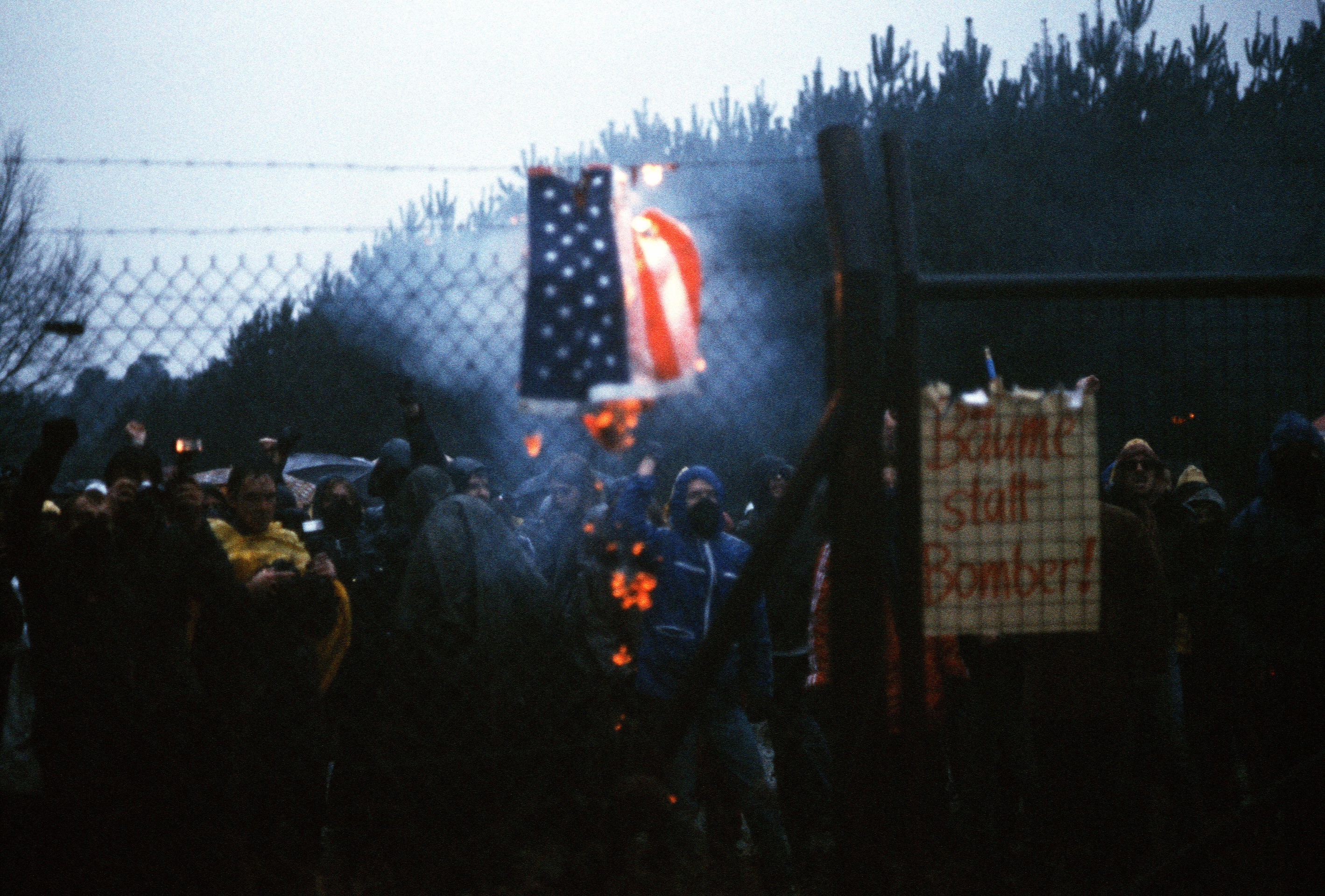
Demonstranten verbrennen die Flagge der USA vor einem US-Militärstützpunkt in Deutschland, Dezember 1982

Von 1979 bis 1983 gab es starke Proteste gegen den NATO-Doppelbeschluss und die atomare Hochrüstung in Westeuropa und den USA. Der Doppelbeschluss sah die Stationierung der atomar bestückten US-amerikanischen Mittelstreckenraketen Pershing II und Marschflugkörper BGM-109G Gryphon in fünf NATO-Staaten Westeuropas als Antwort auf die Stationierung der neuen sowjetischen SS-20-Raketen vor. Die Friedensbewegung kritisierte, dass die amerikanischen Mittelstreckenwaffen in der Lage waren, die sowjetische Hauptstadt fast ohne Vorwarnzeit zu treffen. Viele verwiesen auf den in den USA öffentlich diskutierten Plan von Pentagon-Strategen wie Colin S. Gray, die sowjetischen Kommandozentralen bei einem Atomkrieg durch einen Überraschungsangriff zu zerstören und sowjetische Vergeltungsschläge so weitgehend auf Europa zu begrenzen. Über vier Millionen Menschen unterzeichneten 1980–1983, mitten im Kalten Krieg, den Krefelder Appell gegen die Stationierung amerikanischer Mittelstrecken-Atomwaffen in Europa. 1983 verkündete US-Präsident Ronald Reagan seine Strategic Defense Initiative (SDI), die darauf hinauslief, das Territorium der USA mit Hilfe von Anti-Raketen-Raketen und weltraumgestützten Laserwaffen unverwundbar zu machen.
Umstritten war der Nachrüstungsbeschluss auch in den Gewerkschaften des DGB, deren Mitglieder und Jugendorganisationen teilweise mit der Friedensbewegung sympathisierten. Während der IG-Metall-Vorsitzende Eugen Loderer die Nachrüstung befürwortete, verlangten andere Stimmen in der IGM Abrüstung und die Umstellung der deutschen Rüstungsbestriebe auf zivile Produktion. Die dahingehenden Friedensaktivitäten der DKP und ihrer Unterorganisationen standen im Einklang mit dem „Friedenskampf“ der DDR und wurden vom dortigen Friedensrat angeleitet. Dieser unterstand der Abteilung Auslandsinformation im Zentralkomitee der SED.

Friedenstaube: Zeichen vieler Friedensdemonstrationen der Jahre 1980–1984

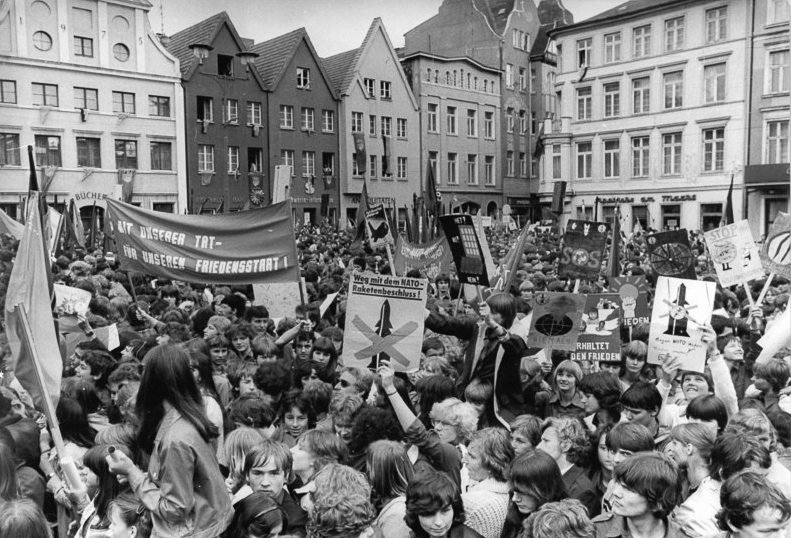
Friedensdemonstration beim Pfingsttreffen der Jugend in Schwerin im Mai 1982

Eine der ersten großen Friedensdemonstrationen fand anlässlich des Deutschen Evangelischen Kirchentages im Juni 1981 in Hamburg statt. Am 10. Oktober 1981 demonstrierten im Bonner Hofgarten mehr als 300.000 Menschen friedlich gegen Atomwaffen; am 25. Oktober 1981 demonstrierten 200.000 Menschen in Brüssel, am 21. November 400.000 Menschen in Amsterdam. In Bonn und Berlin fanden 1982 anlässlich eines Staatsbesuches von US-Präsident Ronald Reagan große Friedensdemonstrationen statt, am 10. Juni auf den Bonner Rheinwiesen mit ca. 500.000 und am 11. Juni in Berlin mit ca. 50.000 Menschen. Auch die Ostermärsche mobilisierten 1981–1984 regelmäßig Hunderttausende in zahlreichen Städten und Regionen Westdeutschlands. Beim Deutschen Evangelischen Kirchentag in Hannover waren es wieder Hunderttausende, und am 22. Oktober 1983 demonstrierten in Bonn, Berlin, Hamburg sowie zwischen Stuttgart und Ulm insgesamt 1,3 Millionen Menschen. Zwischen Stuttgart und Ulm entstand eine durchgehende Menschenkette. Weitere Großdemonstrationen folgten in Brüssel (am 23. Oktober 1983, mit 400.000 Menschen) und in Den Haag (am 29. Oktober 1983, mit 550.000 Menschen). Auf den Demonstrationen sprachen u. a. Gert Bastian, Joseph Beuys, Heinrich Böll, Willy Brandt, Helmut Gollwitzer, Günter Grass, Petra Kelly, Oskar Lafontaine, Martin Niemöller, Horst-Eberhard Richter und Dorothee Sölle. Die Bots, Franz Josef Degenhardt, Maria Farantouri, Hanns Dieter Hüsch, Fasia Jansen, Hannes Wader, Bettina Wegner und andere Musiker und Liedermacher beteiligten sich mit eigenen Liedern an den Kundgebungen. Zu den Organisatoren gehörten Bastian, Kelly, Jo Leinen, Gunnar Matthiessen, Eva Quistorp, Josef Weber und Andreas Zumach.
Man entwickelte vielfältige gewaltfreie Aktionen, die auch Rückhalt in der Bevölkerung fanden, zum Beispiel Sitzblockaden vor Atomstandorten und Raketenabwehrstellungen, „Rüstungssteuerverweigerung“, Kampagnen gegen Rüstungsexporte, „Fasten für den Frieden“, Menschenketten.

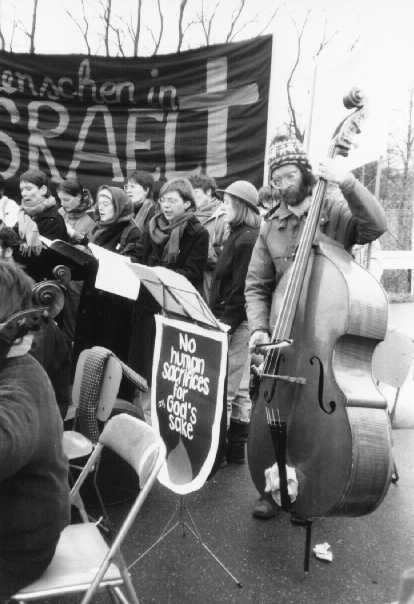
„Konzertblockade“ der Gruppe Lebenslaute

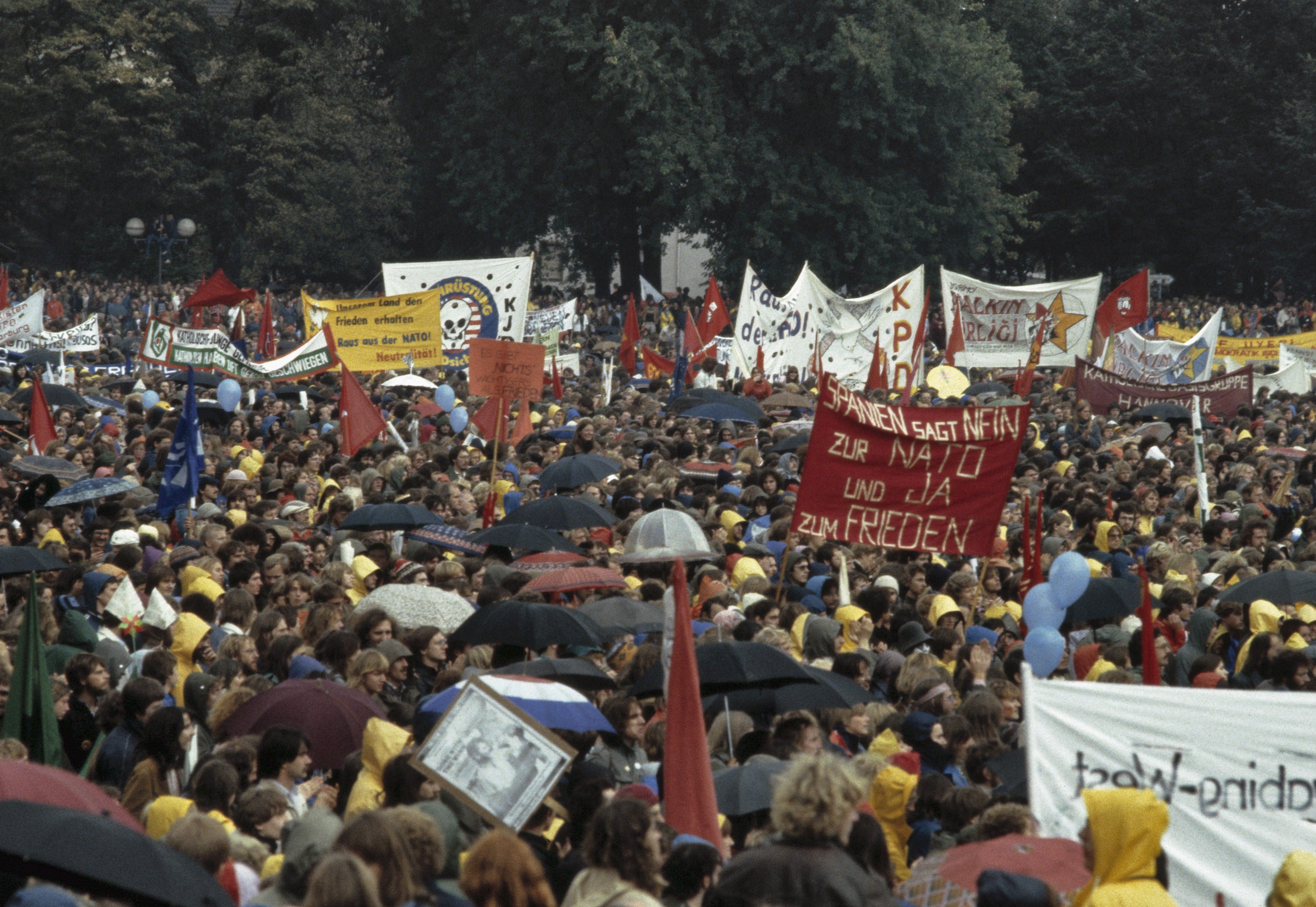
Friedensdemonstration am 10. Oktober 1981

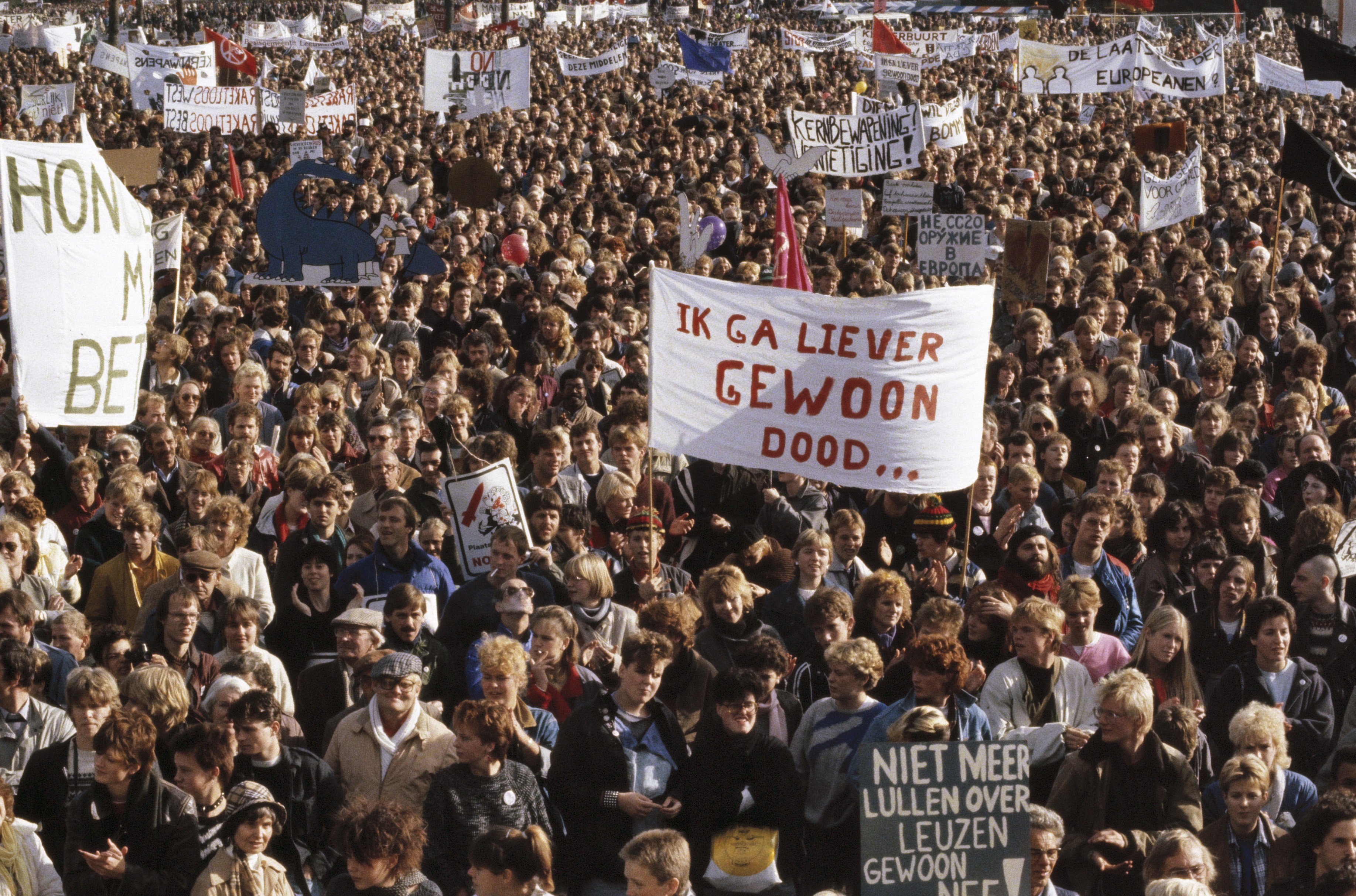
Proteste gegen den NATO-Doppelbeschluss in Den Haag in Oktober 1983

Bekannt wurden zum Beispiel die Proteste und gewaltfreien Sitzblockaden des Pershing-II-Depots auf der Mutlanger Heide. In dem kleinen Ort mit etwa 5500 Einwohnern auf der Schwäbischen Alb gab es jahrelang Friedensaktionen. Eine Gruppe von Aktivisten wollte Mutlangen erst wieder verlassen, wenn die Pershing-II-Atomwaffen entfernt seien; sie lebten in der Pressehütte Mutlangen, die Anwohner zur Verfügung stellten. Bekannt wurden auch die „Seniorenblockade“ (600 ältere Menschen blockierten mehrere Tage lang die Basis), die „Konzertblockade der Lebenslaute“ (ein ganzes Sinfonieorchester blockierte musizierend die Tore zum Raketenstandort) und die „Richterblockade“ (etwa 20 Richter entschlossen sich, das Widerstandsrecht nach dem Grundgesetz-Artikel 20 über den § 240 des Strafgesetzbuches (Nötigung) zu stellen). Am 22. November 1983 versuchten mehrere zehntausend Menschen, unter Verstoß gegen die Bannmeile den deutschen Bundestag in Bonn zu blockieren. Gleichwohl stimmte der Bundestag gegen zahlreiche Stimmen aus der SPD und die Stimmen der Grünen der Raketenstationierung zu.
Im Hunsrück auf der Pydna wurden 1986 – von US-Streitkräften gesichert – 96 BGM-109G Gryphon-Marschflugkörper mit Nukleargefechtsköpfen stationiert. Der Protest der Bevölkerung gipfelte am 11. Oktober 1986 in der größten Demonstration im Hunsrück. Rund 200.000 Menschen, an deren Spitze der Friedensaktivist und evangelische Pfarrer August Dahl, protestierten friedlich gegen die Stationierung der Marschflugkörper. Von 1983 bis 1993 fanden in Reckershausen Frauenwiderstandscamps gegen die Stationierung sowie gegen die Verknüpfung von Militarismus und Sexismus statt. Von diesen Camps, zu denen aus dem gesamten Bundesgebiet, aber auch aus anderen Ländern Frauen mobilisiert wurden, gingen vielfältige feministische Protestaktionen aus.
Grundsätzlich richteten sich Proteste gegen die atomare Aufrüstung insgesamt, wenn auch in geringerem Maße gegen die der UdSSR und des Ostblocks als die im eigenen Land. Die meisten Anhänger der Friedensbewegung waren der Auffassung, dass jedes Volk sich vor allem um die Abrüstung im eigenen Land kümmern müsse. Thorsten Bonacker vom Zentrum für Konfliktforschung der Universität Marburg stellte fest, die Friedensbewegung habe ihre politischen Forderungen immer vor allem an die westliche Seite gerichtet.
Die Friedensbewegung führte unter anderem 1980 zur Gründung der Partei der Grünen. 1981 gründete der ehemalige General Gert Bastian die Gruppe Generale für den Frieden. Einige der Mitglieder standen, wie sich später herausstellte, unter dem Einfluss des MfS der DDR. Im Juni 1984 gründete sich die Friedensliste, die im selben Jahr zu den Europawahlen und 1987 zu den Bundestagswahlen antrat, allerdings konnte sie keine Mandate erringen.
| Datum                    | Ort                    | Geschätzte Teilnehmerzahl                                                                        | Anlass, Veranstaltung, Motto |
| ------------------------ | ---------------------- | ------------------------------------------------------------------------------------------------ | --- |
| 20. Juni 1981            | Hamburg                | 120.000                                                                                          | 19. Evangelischer Kirchentag. „Fürchtet Euch, der Atomtod bedroht uns alle.“ Für eine Atomwaffenfreie Zone in Europa und gegen die Nachrüstung.                             |
| 10. Oktober 1981         | Bonn                   | 350.000                                                                                          | Friedensdemonstration im Bonner Hofgarten 1981: „Gegen die atomare Bedrohung gemeinsam vorgehen“                                                                            |
| 21. November 1981        | Amsterdam              | 400.000                                                                                          | Interkirchlicher Friedensrat: „Schafft die Atomwaffen aus der Welt und zwar zuerst in den Niederlanden!“                                                                    |
| 15. Mai 1982             | Wien                   | 70.000                                                                                           | Friedensmarsch von 260 Organisationen; „Entrüstet euch!“ |
| 10. Juni 1982            | Bonn                   | 500.000                                                                                          | Staatsbesuch Ronald Reagans. Friedensdemonstration in Bonn 1982: „Aufstehn! Für den Frieden“                                                                                |
| 12. Juni 1982            | New York City          | 1 Million                                                                                        | Nuclear Weapons Freeze Campaign: No Nukes Rally (bis dahin größte Demonstration in den USA)                                                                                 |
| 1. bis 8. August 1982    | Engstingen-Haid        | 700, aufgeteilt in 60 Bezugsgruppen                                                              | Sitzblockade am Sondermunitionslager Golf. Erste Blockade eines Atomwaffenlagers in der Bundesrepublik.                                                                     |
| 11. September 1982       | Bochum                 | 200.000                                                                                          | Künstler für den Frieden |
| 1. bis 3. September 1983 | Mutlanger Heide        | 1000                                                                                             | „Prominentenblockade“ zum Antikriegstag vor einem der drei Stationierungsorte der Pershing II. Auftakt zur Kampagne „Ziviler Ungehorsam bis zur Abrüstung“                  |
| 22. Oktober 1983         | bundes- und europaweit | D: 1,3 Millionen                                                                                 | Aktionstag gegen die Nachrüstung im „Heißen Herbst“, darunter die Menschenkette von Stuttgart nach Neu-Ulm sowie die dritte große Friedensdemonstration im Bonner Hofgarten |
| 29. Oktober 1983         | Westeuropa             | Den Haag: 550.000; Lissabon: 200.000; Kopenhagen: 100.000; Wien: 70.000; weitere Städte: 100.000 | |

### Wirkung
Der Politikwissenschaftler Wolfgang Abendroth resümierte die Wirkung dieser Aktionen Ende 1983 am Beispiel der SPD:
„Wie nach Willy Brandts Rede auf der Bonner Friedenskundgebung [vom 22.10.1983] zu erwarten, hat sich der SPD-Parteitag in Köln zu einem klaren Nein zu Pershing 2 und Cruise-Missiles bekannt. Welch weiter Weg seit jenem Berliner Parteitag von 1979, auf dem die Kritik an jenem Kurs des Bundeskanzlers Schmidt, der den NATO-Doppelbeschluss vorbereitet hat, nur bei wenigen Delegierten ein Echo fand! Die Friedensbewegung hat dadurch, dass sie in steter Arbeit Massen mobilisieren konnte, das Klima in der Bundesrepublik verändert. Man darf nie vergessen, welche große Hilfe dabei auch Mitglieder der christlichen Kirchen geleistet haben.“
Der Historiker Philipp Gassert verglich die westdeutsche Friedensbewegung der 1980er Jahre mit der 1968er-Bewegung vor allem unter dem Aspekt der Normalisierung von Protestbewegungen in der westdeutschen Geschichte:
„Die Friedensbewegung der 1980er Jahre erreichte die größte Protestmobilisierung in der alten BRD überhaupt. Im Widerstand gegen den NATO-Doppelbeschluss … gingen mehr Menschen auf die Straßen als jemals zuvor seit 1949. […]
So gehört es zu den Besonderheiten […], dass sie durch ein Miteinander und eine partielle Konkurrenz von etablierten Akteuren mit starken Strukturen wie Gewerkschaften, Kirchen und Parteien auf der einen Seite sowie sozialen Bewegungen auf der anderen Seite geprägt war. […]
Neu waren im Vergleich zur »alten« Friedensbewegung der 1950er Jahre die Protestformen. Die Aktivisten übernahmen von den NSB das Repertoire des ›zivilen Ungehorsams‹, mit seinen Happenings, ritual-kritischen Elementen (vor Gericht) und vor allem den ikonisch gewordenen Sitzblockaden. […]
Die breite Resonanz der Friedensbewegung erklärt sich auch daraus, dass sie gesellschaftliche Trends insgesamt aufgriff und den »Zeitgeist« zum Ausdruck brachte sowie eine generelle Krisenperzeption und Mentalität der ›Unsicherheit‹. […]
Zwar hat die Friedensbewegung der 1980er Jahre ihr explizites politisches Ziel genauso wenig erreicht wie die ›1968er-Bewegung‹. Doch bestärkte sie, anders als letztere, den liberal-demokratischen, westdeutschen Konsens. […] Der Streit um den Frieden war ›Arbeit am Konsens‹, hatte gesellschaftlich überwiegend integrierende Funktion, ›indizierte‹ und verarbeitete den ›Wertewandel‹. Er machte Demonstrieren für bürgerliche Mittelschichten noch mehr akzeptabel. […]
Mit dieser enormen Verbreiterung der Protestpartizipation […] war die Bundesrepublik tatsächlich ›eine protestierende Republik‹ geworden.“

### In der DDR
Die in der DDR Staat und Gesellschaft beherrschende Sozialistische Einheitspartei Deutschlands (SED) verstand ihre Politik grundsätzlich als Friedenspolitik. Die Instrumente der parteigesteuerten Friedensbewegung waren der Friedensrat der DDR, die Berliner Konferenz Europäischer Katholiken und die Christliche Friedenskonferenz.
Seit Anfang der 1960er Jahre entwickelte sich im Umfeld der evangelischen Kirche eine eigenständige, pazifistisch orientierte Friedensbewegung. Es kursierten Diskussionspapiere zur Kriegsdienstverweigerung und über Methoden der gewaltfreien Verteidigung, die schließlich Anfang der 1980er Jahre eine nicht staatlich kontrollierte Friedensbewegung inspirierten („Schwerter zu Pflugscharen“).
Nicht zuletzt die Niederschlagung des Prager Frühlings im August 1968 gab dieser Bewegung Auftrieb. In ihrer Wendung auch gegen die Aufrüstung des Warschauer Pakts bildete sie eine wichtige Keimzelle für eine lose organisierte Opposition in der DDR. Der meist von Jugendlichen der intellektuellen Blueserszene getragene Aufnäher mit dem Symbol der Bronzeplastik vor der UNO „Schwerter zu Pflugscharen“ von Jewgeni Wutschetitsch (einem Geschenk der Sowjetunion 1959) wurde öffentlich als Ausdruck der Friedenssehnsucht im Zeichen der systemübergreifenden atomaren Aufrüstung (siehe auch NATO-Doppelbeschluss) getragen. Der Staat reagierte repressiv, weil sich die Kritik auch gegen die eigene Hochrüstung richtete. Viele Jugendliche, die den Aufnäher nicht entfernten, wurden z. B. mit Exmatrikulationen, Nichtzulassung zum Abitur, Strafversetzung aus Betrieben etc. streng sanktioniert. In den 1980er Jahren waren die Friedensdekaden jeweils im November ein Kulminationspunkt dieser Bewegung, parallel dazu u. a. die Blues-Messen.

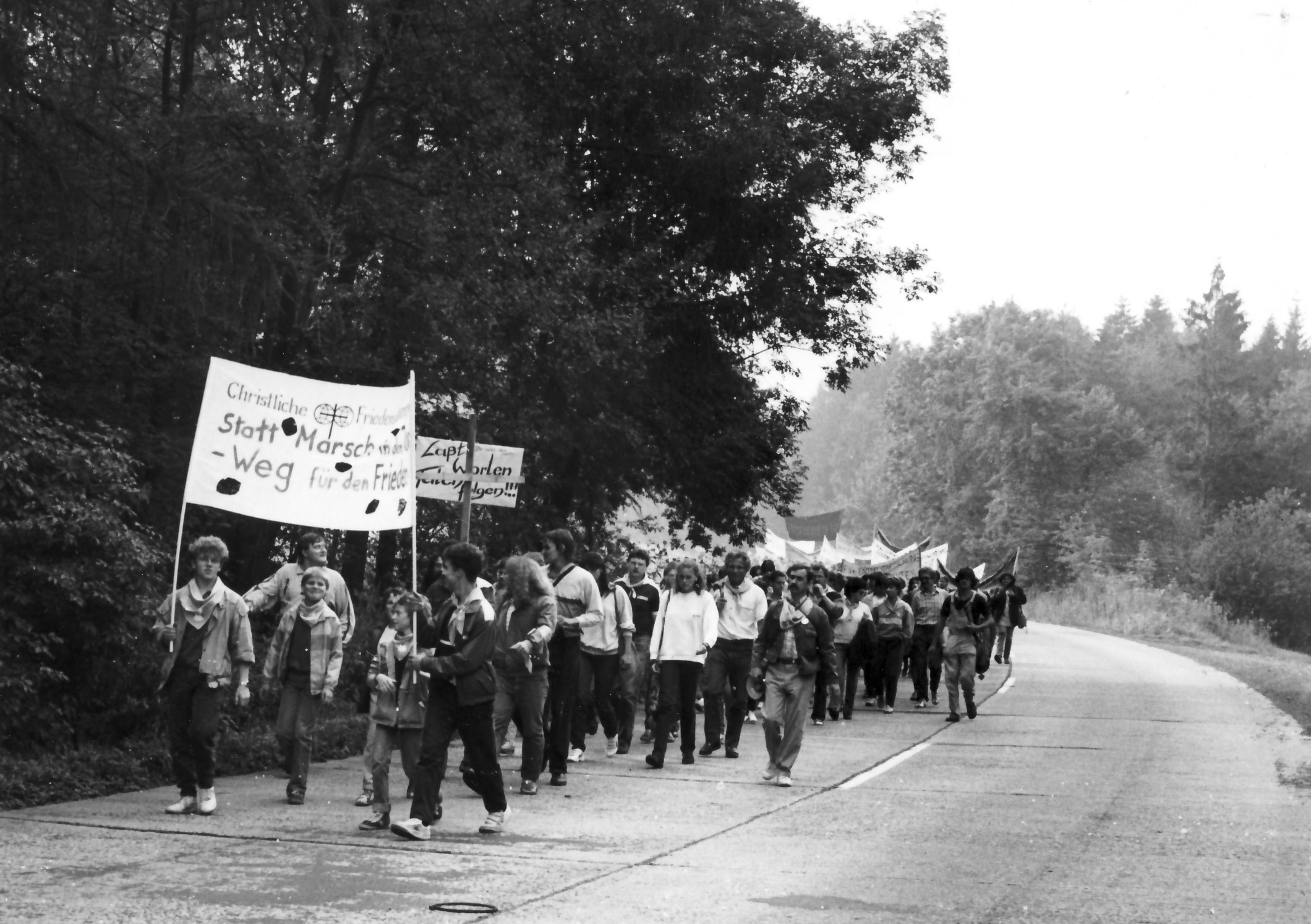
Olof-Palme-Friedensmarsch (1987)

In der DDR fand mit dem Olof-Palme-Friedensmarsch 1987 die einzige genehmigte Demonstration der Opposition statt. Die seit Anfang der 1980er Jahre in der Leipziger Nikolaikirche stattfindenden Friedensgebete wurden 1989 zum Ausgangspunkt der Montagsdemonstrationen in Leipzig und anderen Orten. Dass die Wende in der DDR 1989 ohne Todesopfer möglich wurde, wird nicht zuletzt auch auf die Vorarbeit und Kontinuität von Friedensinitiativen, wie der Kirche von Unten oder den Aktivitäten der Umweltbibliotheken in der DDR zurückgeführt.

## Nach dem Kalten Krieg
Das Ende des Blockgegensatzes durch die Auflösung der UdSSR 1991 schuf Handlungsspielräume für friedliche Konfliktlösungen, die etwa zur Beendigung des Apartheids-Regimes Südafrikas führten. Hoffnungen auf weitergehende Abrüstung und eine internationale Anstrengung zur Überwindung des weltweiten Armutsgefälles erfüllten sich nicht. Stattdessen entstanden neue Konflikte, Bedrohungen und Entwicklungen, darunter ethnische Vertreibung und Völkermord-Ansätze auf dem Balkan, Interventionskriege und der erste Kriegseinsatz der Bundeswehr seit ihrer Gründung.
Darauf zeigten die außerparlamentarischen Friedensinitiativen zum Teil die früheren, im Kalten Krieg erlernten Reaktionsmuster, während andere neue Wege suchten. So waren die Antworten und Alternativen differenzierter und wurden nur punktuell von Massenprotesten getragen.

### Frankreich
Frankreich hatte seit den 1950er Jahren eine eigene Atomstreitmacht und dazugehörige Rüstungsindustrie aufgebaut. Dort war auch kein Massenprotest gegen Atomtests entstanden wie in Großbritannien. Die Sozialistische Partei befürwortete anders als andere europäische Linksparteien den NATO-Doppelbeschluss.
Dennoch entstanden in den 1980er Jahren und danach einige unabhängige Friedensinitiativen: die Coordination française pour la Décennie pour la culture de la non-violence et de la paix, Mouvement pour une alternative non-violente (MAN), und die Union pacifiste de France.

### Zweiter Golfkrieg

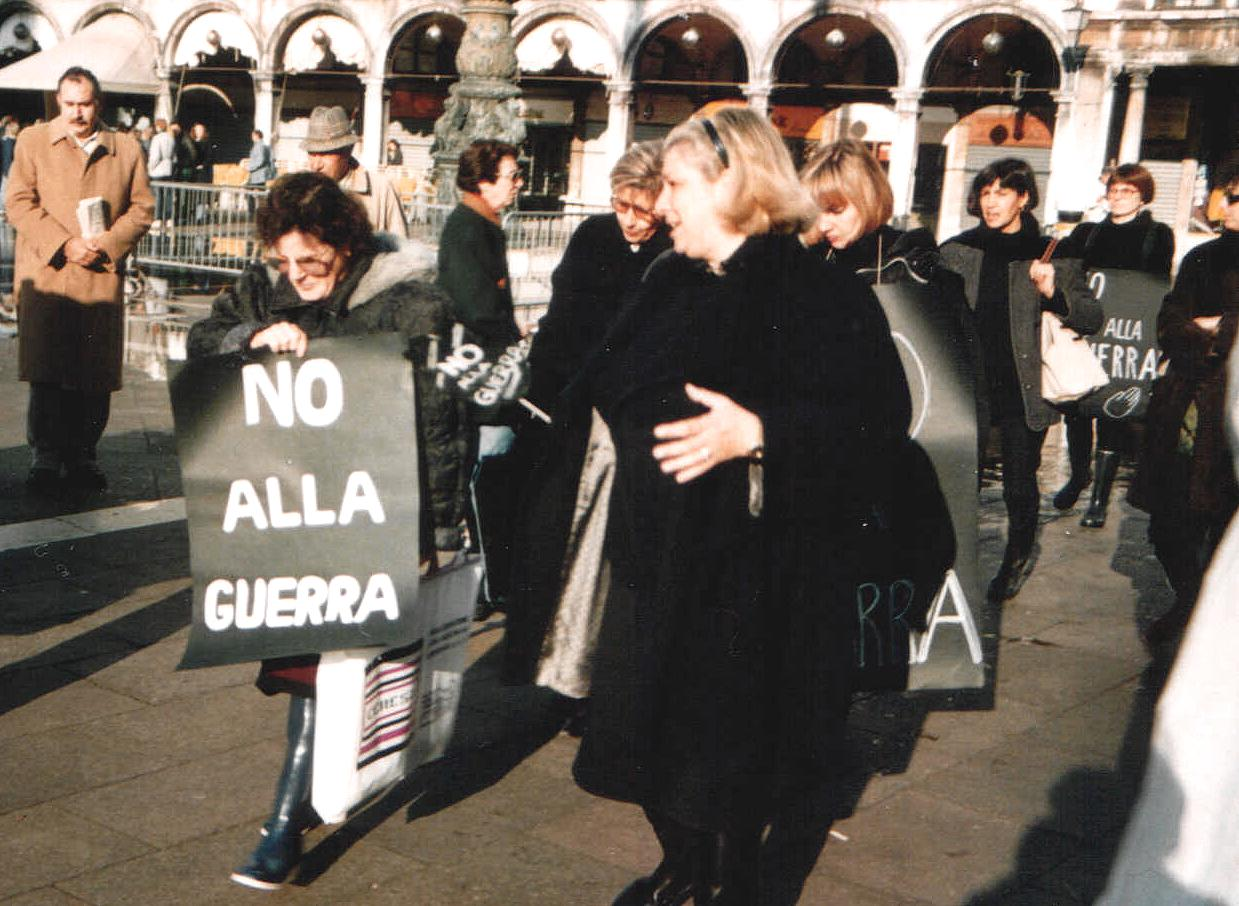
Demonstration gegen den Zweiten Golfkrieg, Venedig 1990

Der Zweite Golfkrieg 1990/91 beendete die Hoffnung vieler auf eine „Friedensdividende“, die man sich vom Ende des Ost-West-Konflikts versprochen hatte. Gegen diesen Krieg, den die USA in der UNO legitimieren konnten und der das militärische Ziel hatte, die irakischen Besatzungstruppen aus Kuwait zu vertreiben, protestierten weltweit Millionen Menschen. Allerdings „dämmerte die Einsicht, dass die Protestform der Demonstration an ein vorläufiges Ende gelangt sei und der Weg vom Protestieren zum positiven Frieden (Buro 1997) konsequenter gegangen werden müsse“. So wurde das Thema der Friedensbewegung der 1990er Jahre die Verbindung von Protest gegen militärische und Eintreten für zivile Konfliktbearbeitung.
Eine große Herausforderung war dabei der Jugoslawienkrieg, der auch innerhalb der Friedensbewegung zu hitzigen Auseinandersetzungen zwischen Bellizisten und Pazifisten führten. Es gab zwar keine nennenswerten zentralen Großdemonstrationen mehr, aber viele dezentrale Aktivitäten: vielfältige Hilfsmaßnahmen für Kriegsflüchtlinge, Unterstützung einheimischer Kriegsdienstverweigerer, konkrete Versöhnungsprojekte in den Nachfolgestaaten des früheren Jugoslawiens. Allerdings zeigte der brutale Bosnienkrieg auch eine gewisse Hilflosigkeit der neuen Friedensbewegung. Wie friedensstiftendes Handeln vor, in und nach den „neuen Kriegen“ aussehen kann, musste und muss als neue Herausforderung weiter entwickelt werden. Ansätze hierzu werden unter dem Stichwort zivile Konfliktbearbeitung beziehungsweise ziviler Friedensdienst erprobt.

### Kosovokrieg
Der völkerrechtlich sehr umstrittene Einsatz der NATO im Kosovo beziehungsweise gegen (Rest-)Jugoslawien im Jahr 1999 (als humanitäre Intervention bezeichnet) löste wieder starke öffentliche Proteste der Friedensbewegung aus.

### Irakkrieg 2003

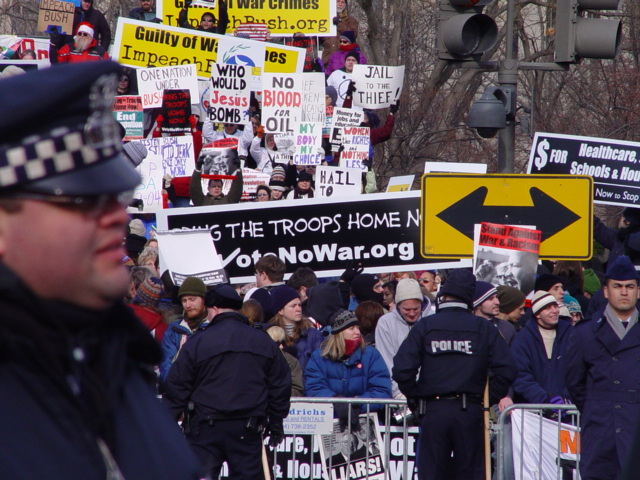
Friedenskundgebung in den USA

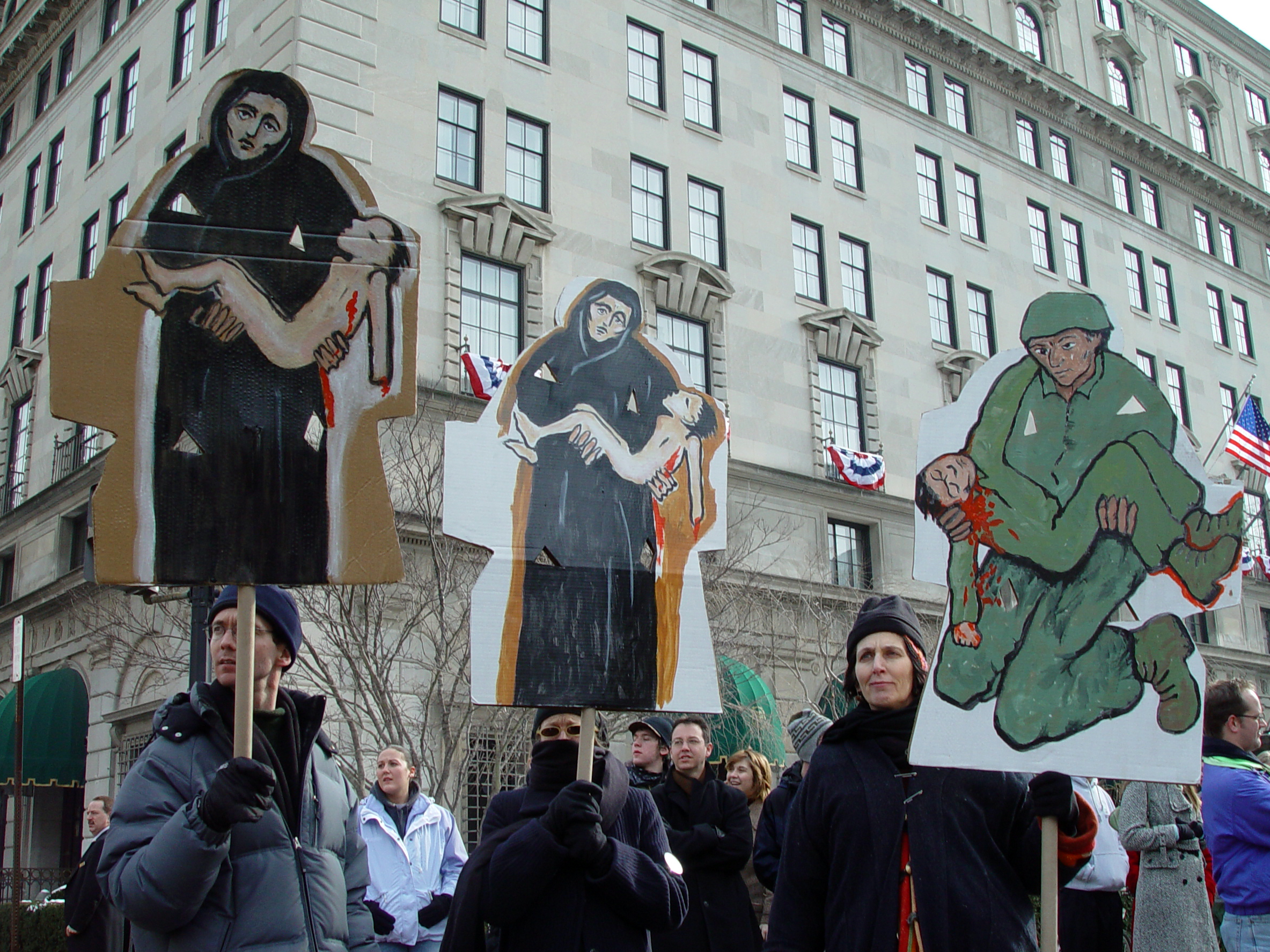
Antikriegsdemonstranten zur zweiten Amtseinführung von George W. Bush am 20. Januar 2005

2003 agierte die Friedensbewegung in vorher nicht dagewesenem Ausmaß global. Auf der ganzen Welt fanden Demonstrationen gegen den diesmal nicht von der UNO legitimierten Irakkrieg der USA und ihrer Verbündeten statt. Am 15. Februar 2003 demonstrierten weltweit über zehn Millionen Menschen gegen den drohenden Irakkrieg, die meisten davon in Europa. Allein in Berlin gingen etwa 500.000 Menschen auf die Straße.
Ein Personenbündnis aus verschiedenen Friedensgruppen, attac und Atomkraftgegnern hatte bereits im Herbst 2002 eine Kampagne Zivilen Ungehorsams gegen den damals bereits drohenden Irakkrieg ins Leben gerufen, die nach einiger Anlaufzeit den Namen „resist – Sich dem Irak-Krieg widersetzen“ erhielt. Gemäß der Idee der Kampagne, die u. a. auf Erfahrungen mit zivilem Ungehorsam aus der US-Friedensbewegung, der bundesdeutschen Friedensbewegung und der Anti-AKW-Bewegung zurückgreift, sollte bereits durch die Ankündigung von Aktionen zivilen Ungehorsams Öffentlichkeit gegen den Krieg mobilisiert und Druck auf die Regierenden erzeugt werden, um diese von einer Zustimmung zu einem Krieg gegen den Irak abzuhalten. Das Bündnis organisierte am 2. Februar und 15. März 2003 zwei große Sitzblockaden der US-Airbase in Frankfurt als einen der wichtigsten US-Aufmarsch- und Nachschuborte in der Bundesrepublik.
Am „Tag X“ des Bombardierungsbeginns demonstrierten erneut weltweit Millionen Menschen dagegen. In vielen deutschen Städten nahmen Schüler während der Schulzeit daran teil.
Schon Kundgebungen am 20. Januar in Washington, D.C. anlässlich der Amtseinführung von George W. Bush waren gleichzeitig Friedensdemonstrationen gewesen.

### Israelisch-Palästinensischer Konflikt
Im israelisch-palästinensischen Konflikt engagiert sich die Friedensbewegung Schalom Achschaw in Israel für Frieden und eine historische Versöhnung mit dem palästinensischen Volk.
Eine von zahlreichen zivilen Gruppen, die sich für eine Zweistaatenlösung einsetzen, ist die 2012 gegründete bi-nationale Initiative „Zwei Staaten, eine Heimat“, deren Zielvorschlag ein konföderatives Modell ist.
Sie wird zum Beispiel vom US-amerikanischen Rabbiner Shlomo Riskin unterstützt.

## Gegenwart

### Kritik am EU-Verfassungsentwurf
2004 und 2005 machte die westeuropäische Friedensbewegung den Entwurf für eine EU-Verfassung, besonders dessen militär- und verteidigungspolitischen Inhalte, zum Hauptthema ihrer Proteste. Kritisiert wurden etwa die Festschreibung möglicher weltweiter EU-Kampfeinsätze, die Ausdehnung des Einsatzspektrums einer europäischen Armee und eine Aufrüstungsverpflichtung für die einzelnen Staaten (Artikel I-41 der EU-Verfassung: Die Mitgliedstaaten verpflichten sich, ihre militärischen Fähigkeiten schrittweise zu verbessern.).
Eine entsprechende Aufklärungskampagne fand in Deutschland anders als den Benelux-Ländern und Frankreich jedoch kaum öffentliches Gehör. Bei nationalen Volksabstimmungen in Frankreich (Mai 2005) und den Niederlanden (Juni 2005) verbündeten sich die dortigen Friedensbewegungen mit anderen Verfassungsgegnern. Die Ablehnung und Kritik fanden dort jeweils breite Zustimmung.

### Proteste gegen öffentliche Gelöbnisse
Seit Wiedereinführung öffentlicher Vereidigungen von Rekruten der Bundeswehr (1977) stieß diese Praxis auf regelmäßige Proteste aus der Friedensbewegung und Skepsis in manchen Medien. (Siehe dazu Feierliches Gelöbnis.)

### Landminen und Streumunition

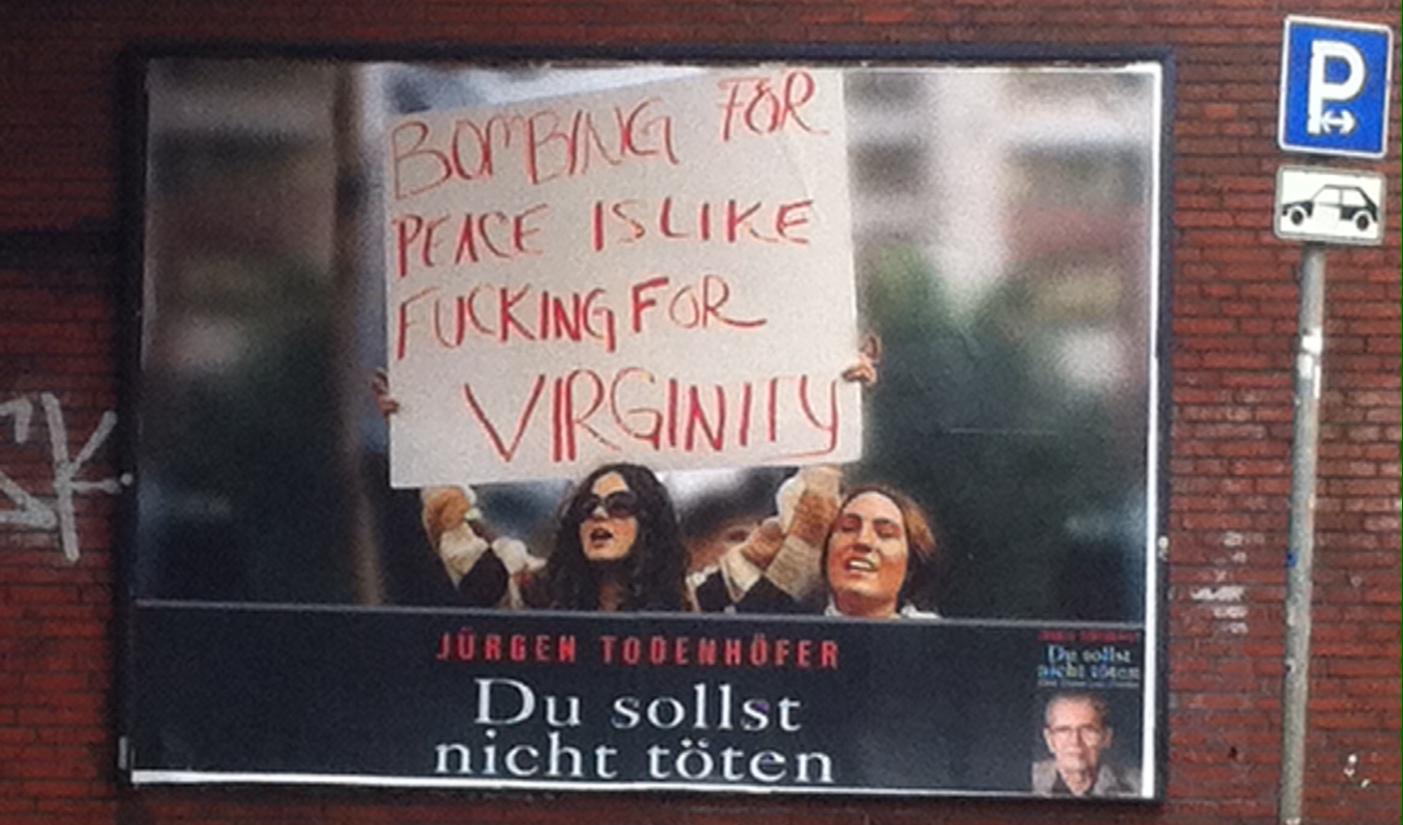
Foto eines Demotransparents mit Aufschrift Bombing for Peace is like Fucking for Virginity (als Verlagswerbung für ein Buch gesehen am 5. Oktober 2013 in Essen)

Einzelne Gruppen in der Friedensbewegung konzentrieren sich auf Themen wie die Abschaffung bestimmter Waffengattungen, etwa die Ärzte zur Verhütung des Atomkriegs oder die Internationale Kampagne für das Verbot von Landminen. Diese 1992 gegründete Bürgerinitiative erreichte in fünf Jahren ein internationales Abkommen zum Verbot von Landminen, die Ottawa-Konvention. Bis 2020 sind 164 Staaten dem Abkommen beigetreten oder haben es ratifiziert. Die von Jody Williams gegründete Kampagne erhielt 1997 den Friedensnobelpreis.
Kampagnen gegen Streumunition, darunter die 2003 gegründete Cluster Munition Coalition, fanden viel Zustimmung in der Weltöffentlichkeit und verstärkten den Druck auf die Hauptrüstungsexporteure USA, Russland und China, einem entsprechenden Verbotsvertrag zuzustimmen. Sie begleiteten die Kritik an Kriegen, in denen diese Waffenarten eingesetzt wurden, z. B. den Libanonkrieg 2006 und den Kaukasus-Konflikt 2008. Ein Übereinkommen über Streumunition trat 2010 in Kraft und wurde bis 2020 von 123 Staaten ratifiziert oder unterzeichnet.

## Kritik

### Appeasement
Diese Kritik setzt Pazifismus und Appeasement, das heißt eine nachgiebige, verständigungsbereite Außenpolitik gegenüber kriegsbereiten Diktaturen, miteinander gleich und wirft deren Anhängern vor, diese zu stärken, ihre Beseitigung zu erschweren und damit Krieg insgesamt eher zu fördern.
In diesem Sinne nannte Winston Churchill pazifistische Studenten der Oxford University, die 1933 eine Resolution zur Verständigung mit dem nationalsozialistischen Deutschland veröffentlicht hatten, „unerfahrene, falsch erzogene Jugend“, deren Haltung ein „sehr beunruhigendes und widerwärtiges Symptom“ sei. Der britische Liberale Robert Bernays berichtete dem britischen Unterhaus 1934 von Reaktionen eines Nationalsozialisten auf diese Oxforder Friedensresolution bei seinem Deutschlandbesuch:

“He was asking about this pacifist motion and I tried to explain it to him. There was an ugly gleam in his eye when he said, ‘The fact is that you English are soft’. Then I realized that the world enemies of peace might be the pacifists.”

Der westdeutschen Friedensbewegung der 1980er Jahre warfen ihre politischen Gegner parteiübergreifend gesinnungsethische Naivität gegenüber der Sowjetunion vor. Dabei wurden auch historische Vergleiche angestellt. Heiner Geißler (CDU) erklärte am 15. Juni 1983 im Bundestag:

„Der Pazifismus der 30er Jahre, der sich in seiner gesinnungsethischen Begründung nur wenig von dem unterscheidet, was wir in der Begründung des heutigen Pazifismus zur Kenntnis zu nehmen haben, dieser Pazifismus der 30er Jahre hat Auschwitz erst möglich gemacht.“

Geißler stieß damit auf heftigen Widerspruch bei SPD und Grünen; Willy Brandt bezeichnete ihn deshalb noch 1985 in einer Wahlkampfdebatte als „schlimmsten Hetzer seit Goebbels“.
Im Bosnien- und Kosovokonflikt der 1990er Jahre wurden ähnliche Vorwürfe an die deutsche Friedensbewegung laut:

„Der mangelnde politische Wille, angesichts der serbischen Aggression und der sogenannten ethnischen Säuberungspolitik wirkungsvoll tätig zu werden, gibt gerade wegen der Parallelen zur westlichen Appeasement-Politik der dreißiger Jahre zu denken. Auch die Verlegenheit der Friedensbewegung und des Pazifismus angesichts dieser Tatsache verweisen zurück auf diese Erfahrungen.“

Wolf Biermann kritisierte die deutsche Bewegung gegen den Irakkrieg von 2003, indem er auf die Gefährdung Israels durch Saddam Husseins Raketenangriffe verwies. Er warnte mit Anspielung auf das Diktum von Joseph Goebbels zum „totalen Krieg“ vor einem „totalen Frieden“, d. h. einem Frieden um jeden Preis.
Westlichen Friedensbewegungen werfen Kritiker wie Michael Ploetz und Hans-Peter Müller falsche Wahrnehmung von Kriegsursachen und verschwörungstheoretisches Denken vor:

„Tatsächlich beruhte der relative Erfolg der Friedensbewegung nicht zuletzt auf der Popularität von verschwörungstheoretischen Erklärungsmustern, die die gesamte westliche Politik auf die Ränkespiele des militärisch-industriellen Komplexes zurückführten und die parlamentarische Politikebene als bloße Fassade darstellten.“

### Fernlenkung, Missbrauchbarkeit, Einseitigkeit
Häufig werden Friedensbewegungen innenpolitisch als verlängerter Arm feindlicher Staaten dargestellt. Sie würden von diesen ideologisch beeinflusst, personell gelenkt oder unterwandert und politisch benutzt, um deren Interessen durchzusetzen.
Diesen Vorwurf machte man in den 1950er Jahren Gruppen innerhalb der damaligen westlichen Opposition gegen Atomwaffen, die wie der Weltfriedensrat maßgeblich von kommunistischen Intellektuellen geführt (und von der Sowjetunion finanziert) wurden. Diese stießen auch innerhalb der damaligen Friedensbewegung auf Kritik, da sie sowjetkritische Stimmen wie Bertrand Russell zu diskreditieren und zu isolieren versuchten. Dem Weltfriedensrat der 1950er Jahre wurde eine prokommunistische und antiamerikanische Einstellung vorgeworfen.
Verschiedene Autoren beschrieben den Einfluss von SED und MfS auf die westdeutschen Anti-Nachrüstungs-Bewegung der 1980er Jahre, besonders auf manche Führungsstrukturen. Der Einfluss DKP-naher Gruppen wurde in der damaligen Friedensbewegung selbst ebenfalls kritisiert und organisatorisch bekämpft. So warnte Rudolf Bahro vor einer Diskreditierung der gesamten Bewegung durch eine mangelnde Abgrenzung von kommunistischen Gruppen.
Auch ohne direkten Einfluss von Gruppen, die dem Lager des gegnerischen Staates zugerechnet werden, stoßen Friedensbewegungen oft wegen fehlender Stellungnahme zu anderen Konflikten auf Kritik. Häufig wird ihnen die direkte oder indirekte Parteinahme für eine bestimmte politische Richtung vorgeworfen. So wurde der westdeutschen Friedensbewegung der 1980er Jahre ebenfalls Antiamerikanismus vorgeworfen und nachgesagt, dass sie sich mit Kritik an Konflikten und Kriegen der Sowjetunion eher zurückhalte. So schrieb Wolf Biermann:

„Ich ärgere mich natürlich, wenn die Heuchelei wie ein Syphilis in diese Friedensfront hineinkommt, weil nämlich zu viele Leute dabei sind, die im Grunde genommen nur für eine Abrüstung im Westen sind, […] aber der Meinung sind, dass die Waffen im Osten für den Frieden, die Menschheit, den Humanismus und die Rettung des Sozialismus sind.“

Eine neue Untersuchung in den Vierteljahrsheften für Zeitgeschichte widerspricht der Behauptung, die Friedensbewegung habe sich von der Sowjetunion für deren Zwecke instrumentalisieren lassen. Eine Analyse der einschlägigen Dokumente in russischen Archiven zeige, dass die stets unter Erfolgsdruck stehenden sowjetischen Funktionäre jede einzelne Anwesenheit eines ihrer Gewährsleute bei einer Diskussion mit westdeutschen Friedensaktivisten zur geglückten Einflussnahme hochstilisiert hätten. Diese Berichte seien alles andere als objektiv.
Allerdings gab es handfeste Beispiele für Einflussnahme durch den Ostblock, wie etwa bei der Organisation Generale für den Frieden, deren Geschäftsführer Gerhard Kade war, langjähriger Agent des Ministeriums für Staatssicherheit. Kade war auch beim Komitee für Frieden, Abrüstung und Zusammenarbeit (KOFAZ) tätig.

### Umstrittene Protestformen
Einige Demonstrationsformen von Friedensbewegungen wurden einerseits als vom Widerstandsrecht gedeckte Formen des zivilen Ungehorsams, andererseits als Verstoß gegen geltendes Strafrecht beurteilt. So verurteilten einige Gerichte Sitzblockaden von Friedensdemonstranten als Nötigung.
Das Landgericht Memmingen begründete dies am 20. November 1984 wie folgt:

„Wer sich mit Sitzblockaden politisch betätigt, verletzt demokratische Spielregeln und gefährdet ein geordnetes Zusammenleben. Das gewinnt auch nicht dadurch eine tolerierbare Qualität, daß das Anliegen der Blockierer ernst zu nehmen ist.“

Der Bundesgerichtshof meinte in einem Urteil vom 5. Mai 1988:

„Die Anerkennung von (Fern)zielen, für die mit Mitteln des § 240 Abs. 1 StGB geworben werden dürfe, ließe die Gefahr einer Radikalisierung der politischen Auseinandersetzung entstehen, die einem demokratischen Rechtsstaat nicht hinnehmbar ist.“

Am 10. Januar 1995 entschied das Bundesverfassungsgericht: Die Auslegung des Gewaltbegriffs in § 240 Abs. 1 StGB durch die Strafgerichte [verstößt] gegen Art. 103 Abs. 2 GG., so die Verfassungsrichter in ihrer Urteilsbegründung. Im konkreten Fall der Sitzblockaden sei damit die Strafbarkeit der Handlung vor dem Hintergrund des Bestimmtheitsgrundsatzes (Art. 103 Abs. 2 GG) nicht gegeben, da eine Verwerflichkeit der Mittel in Verbindung mit der Verhältnismäßigkeit der Strafe unbestimmt, damit fragwürdig, und die Überdehnung des Gewaltbegriffs in § 240 StGB, bezogen auf die bei einer der ersten Blockaden der Friedensbewegung vor dem Atomwaffenlager Golf bzw. der Eberhard-Finckh-Kaserne angewandten Form der Sitzblockaden letztlich verfassungswidrig sei.
Verfassungsgerichtsurteil von 1995 dazu:

„Zwangseinwirkungen, die nicht auf dem Einsatz körperlicher Kraft, sondern auf geistig-seelischem Einfluß beruhen, erfüllen […] nicht [… das Tatbestandsmerkmal …] der Gewaltanwendung. … Die Auslegung des Gewaltbegriffs in der höchstrichterlichen Rechtsprechung hat folglich gerade jene Wirkungen, die zu verhüten Art. 103 Abs. 2 GG bestimmt ist. Es läßt sich nicht mehr mit ausreichender Sicherheit vorhersehen, welches körperliche Verhalten, das andere psychisch an der Durchsetzung ihres Willens hindert, verboten sein soll und welches nicht. In demjenigen Bereich, in dem die Gewalt lediglich in körperlicher Anwesenheit besteht und die Zwangswirkung auf den Genötigten nur psychischer Natur ist, wird die Strafbarkeit nicht mehr vor der Tat generell und abstrakt vom Gesetzgeber, sondern nach der Tat im konkreten Fall vom Richter aufgrund seiner Überzeugung von der Strafwürdigkeit eines Tuns bestimmt.“

Aufgrund des BVerfG-Urteils von 1995 mussten tausende entsprechende Urteile, die im Zusammenhang mit Sitzblockaden vor vielen sonstigen militärischen Einrichtungen, Behörden, Atomkraftwerken oder bei anderen Demonstrationsanlässen in der Bundesrepublik im Lauf der Jahre ausgesprochen worden waren, revidiert werden. Bereits bezahlte Strafgelder wurden bei Beantragung eines Wiederaufnahmeverfahrens zurückerstattet.
Siehe dazu auch Laepple-Urteil.
Auch die staats- und völkerrechtliche Argumentation der westdeutschen Friedensbewegung blieb umstritten.

### Verhältnis zu Israel
Zu internen Kontroversen und externer Kritik führte seit den 1960er Jahren das Verhältnis von Friedensbewegungen zum fortdauernden Nahostkonflikt.
Der deutschen Friedensbewegung wurde anlässlich ihrer Proteste gegen den Krieg der USA gegen die irakische Besetzung Kuwaits 1991 (Zweiter Golfkrieg) vorgeworfen, einen nationalen Sonderweg einzuschlagen. Sie habe aufgrund einer undifferenzierten Stellungnahme gegenüber der existentiellen Angst der israelischen Bevölkerung an Ansehen eingebüßt.
Ilka Schröder, parteiloses Mitglied des Europäischen Parlaments, schrieb im Februar 2003 in einem offenen Brief an Friedensdemonstranten:

„Im Vorfeld der Demonstration wurde klar, dass auch Gruppierungen dorthin mobilisierten, deren politisches Weltbild durch Nationalismus, Rassismus und Antisemitismus bestimmt ist. […] Geprägt war die Demonstration jedoch vor allem durch eine gefährliche Mischung aus Antiamerikanismus und politischer Naivität.“

Michael Lerner beschrieb den Zielkonflikt für die Situation in den USA 2003 wie folgt:

„Es ist allerdings eines, wenn man Ariel Scharons repressive Maßnahmen gegenüber dem palästinensischen Volk verurteilt. Etwas anderes ist es, wenn man dem Staat Israel das Existenzrecht abspricht. Und genau das machen Teile von Answer, und mit ihnen Teile der amerikanischen Friedensbewegung. […] Erst wenn sie den Antisemitismus überwinden, wird die Friedensbewegung stärker und erfolgreicher werden.“

## Organisationen
--> siehe auch: Kategorie:Organisation der Friedensbewegung